# エウレカセブンAO
『エウレカセブンAO』（エウレカセブン エーオー、EUREKA SEVEN AO ASTRAL OCEAN）は、ボンズ制作による日本のテレビアニメ。全24話。毎日放送『アニメイズム』B1枠ほかにて2012年4月から9月まで、第1話から第22話が放送され、同年11月に『エウレカセブンAO 完結編』として第23話と第24話が放送された。

## 概要
ボンズ制作により2005年に放送されたTVアニメ『交響詩篇エウレカセブン』の続編。前作の主人公だったレントン・サーストンとエウレカの息子であるフカイ・アオが、国家や組織の諍いに翻弄されながらも、世界各地に出現する「スカブコーラル」や「シークレット」の正体に迫っていく物語。タイトルの“AO”は「アストラルオーシャン (ASTRAL OCEAN)」を意味する略称である。
監督は前シリーズと同じく京田知己が担当する。キーキャラクターデザインの吉田健一、ニルヴァーシュデザインの河森正治などが前作から引き続き参加し、キャラクターデザインに織田広之が新たに起用されている。脚本・シリーズ構成は前シリーズの佐藤大から會川昇へ変更となった。そのためか前作と矛盾する設定もいくつかある。
ボンズの南雅彦プロデューサーによれば、前作は比較的ファンタジックな世界観であったが、共通する部分はあるものの本作では現代に近い世界観になっている。前作でエウレカらが暮らしていた星とは異なり、アオの住む世界には「沖縄」「日本」「アメリカ」などの実在する共同体の名が登場するが、「スカブ」と呼ばれる珊瑚のような物体が人類社会の営みに影響している点では共通している。作品終盤になると、成人したレントン・エウレカ夫妻とアオの親子関係や、二つの世界のつながりが明かされていく。
本作のテレビ放送時に第22話で一旦放送が終了し、最終エピソード2話を完結編として別枠で放送した経緯としては、ロンドンオリンピックの中継を挟んだ関係で2週間の放送休止が入った事情がある。このような特殊な形態での放送は『コードギアス 反逆のルルーシュ』以来となった。
チーフプロデューサー竹田靑滋は本作について、「最近、とんがった作品は少なかったが、現状の世界情勢、イランの情勢などを見ていると、アメリカが軍事行動を起こすかどうかという緊張感のある時期にスタートする作品になるので、お話としてはちょうど見やすくなる」と発言している。
テレビアニメは2012年度中に完結したが、サミーのパチスロ『パチスロ エウレカセブンAO』の稼働を記念して制作された新作エピソード「ロード・ドント・スロー・ミー・ダウン」が、2017年1月23日から3月2日までの期間に同機の公式サイトおよびYouTube内サミー公式チャンネルにて、A-part - E-partまでの全5パートが限定公開され、Youtubeでは今も閲覧が可能である。テレビシリーズ第24話の補完的な内容で、同話の結末に至るまでの経緯とその後の展開が描かれており、ファイナルエピソードと位置づけられている。2018年11月発売のBlu-ray BOXには、1本に纏められた映像特典作品として収録された。

## あらすじ
西暦2025年。世界に謎の物体スカブコーラルが出現、スカブコーラルの発生エネルギートラパーを人類は多方面で活用する事に決定、プラント（プラントコーラル）を各地で展開する。それに異を唱える沖縄の磐戸島は日本から独立、その中で主人公の少年フカイ・アオは生活をしていた。彼は幼い頃より周囲の人々から迫害を受けつつも、義理の祖父、フカイ・トシオの教育でひねくれることはなく、素直で優しい心の持ち主であった。ある日アオは運び屋のガゼル一味に浜辺で遭遇。そして緑色の腕輪を拾う。
中学校の入学式当日、突如シークレットと呼ばれる怪物が現れ磐戸島を襲う。アオが幼馴染のアラタ・ナルの家に向かう途中、腕輪に「EUREKA AO」という文字が浮かぶ。それを取り戻すべく現れたガゼルと紆余曲折の末、アオは日本軍の輸送艦に搭載されていたIFO、RA272 ニルヴァーシュの元へ。IFOに乗り込んだアオは戦闘でシークレットを撃破するも染めていた髪色が地毛の青に戻る。それが元で島の人々のアオに対する風当たりは更に悪化。沖縄独立派に拉致されたアオは日本との交渉の道具になりかけるも、反発したガゼル達に助け出される。祖父の診療所の放火騒動も知ったアオはもう島で生活出来ない事を悟り、行方不明の母を探すべく、昔の母を知るイビチャ・タノヴィッチの所属する民間企業「ゲネラシオン・ブル」に入隊を決心する。
スイスにあるゲネラシオン・ブル本社へ向かったアオは、チーム・パイドパイパーの一員として、パイロットのフレア・ブランやエレナ・ピープルズ、他のレスキューチームであるゴルディロックスの面々と交流を深めていく。一方、パイドパイパーの母艦に密航していたガゼル一味はゲネラシオン・ブルの社長、クリストフ・ブランと面会、会社の下請けとして雇われることになる。アオは仲間とともに世界各地に現れるシークレットとの戦闘や、スカブコーラルの中心核クォーツの回収任務を繰り返すが、その裏では「トゥルース」という謎の人物が暗躍していた。トゥルースはゲネラシオン・ブルを生身で襲撃、日本国の情報官ナカムラに接触するなど、予測不能な行動を取る。
そんな折、宇宙空間に現れたスカブコーラルとシークレットの対処をしていたアオは、中から月光号という謎の船が現れたのを目撃。さらに母親、エウレカと再会する。母と久方ぶりに語らうアオだが彼女のシークレットは敵ではないという発言や、幼馴染のナルがトゥルースと連れだって行ってしまったことが彼を悩ませていた。そしてエウレカが未来へと消えた後、世界中でプラントコーラルが再活性化、巨人型のシークレットが多数出現し始める。重く見たゲネラシオン・ブルはこれまで収集してきた全てのクォーツを使い、シークレットを殲滅する作戦「ポラリス」を発動。しかし、作戦中にクォーツが姿を変えた銃状物体、クォーツ・ガンをアオが発射し、世界規模で歴史の改変が起きてしまう。この結果、チーム・ゴルディロックスの存在がゲネラシオン・ブルから消える。
ことの重大さに悩んだアオは自らアメリカ軍に投降、そこからフレアとエレナの手で救出される。ゲネラシオン・ブルが親会社ビッグ・ブルー・ワールドの方針に反している事に危機感を感じた世界はゲネラシオン・ブルを敵として認定、更に連合軍を結成し、ゲネラシオン・ブル本社へと侵攻を開始。その中でブランは社内に潜入したトゥルースを巻き込んで自爆、本社が倒壊してしまう。生き残ったトゥルースは会社地下に隠されていたLFO、コードネーム カノンと融合し、復活を果たす。本社から脱出したチーム・パイドパイパーの一行は日本国の協力を受け、チーム・ハーレクインとも合流。一時的にチームを抜け、連合軍にいたエレナを説得・和解したアオは、悩みながらもトゥルースとの決戦に挑む。激戦の果てトゥルースの手で再びクォーツ・ガンが発射されてしまう。
再度起きた歴史改変によりトゥルースはニルヴァーシュのアーキタイプに変化。アオは未来の世界からやって来た自分の父親、レントン・サーストンと出会う。父の口からスカブコーラルやシークレットの真実、さらに父の目的を知らされたアオは、自身の信念から父と対立。アオのニルヴァーシュ トゥルースとレントンのニルヴァーシュ specV3が激突する。
クォーツ・ガンを使ってスカブコーラルを消し去り、この宇宙を正しい世界に戻そうとするレントン。だが、母・エウレカやスカブと共生する人々のことを顧みない父に憤るアオは、それを良しとしなかった。彼は10年前のスカブバーストの所へ飛び、エウレカへ彼女の真意を悟ったこと、もう誰かや何かを犠牲にしなければならない呪いから自由になるべきだと告げ、全てを終わらせるため最後の一発となったクォーツ・ガンを撃ち、両親を未来へと送り返した。
三度も世界を変化させ、時間軸を彷徨う結果となったアオ。彼がたどり着いた世界は西暦2027年の6月。既に前の世界とは別物であり、アオの存在すらないかも知れないと話すトゥルースだが、母の背負っていた苦労に比べれば自分のことなどなんでもないと、彼の心は晴れやかだった。そしてアオはトゥルースと別れ、この世界の磐戸島へと一人降り立つ。

## 登場人物

### 主要人物
フカイ・アオ
声 - 本城雄太郎
本作の主人公。13歳。エウレカの息子。髪色は染め上げた焦げ茶色だったが、ニルヴァーシュとの接触・起動後は地毛のエメラルドグリーンに変化。また網膜に赤いリングがあり、瞳は紫色、トラパーを視覚することが出来る。エウレカと共に沖縄の離島の磐戸島で老医師のトシオに匿われて育つも、母・エウレカは10年前の事故で消息を絶っており、作中開始時点ではトシオと二人暮らし。排他的な磐戸島の人々からエウレカは島に災厄を招き入れた疫病神との誤解を受け、その子供であるアオも「ガイジンの子」、「宇宙人」などと蔑まれ、事あるごとに偏見の対象とされいじめを受ける。本来は泣き虫で女々しい性格だが、幼なじみのナルに叱咤されており、中学生進学を機に精神的に自立しようと足掻いていた。幼少期から迫害を受けるなど辛酸を舐めさせられてきたせいで自己評価が著しく低く、たとえ良い意味でも特別視されることを好まないなど、どこか屈折した一面がある。幼い頃から誰に教わったわけでもなくFPの操縦が出来た。
入学式の前夜、スカブ発生に巻き込まれた際、偶然にもガゼルたちが落とした腕輪（ニルヴァーシュの起動キー）を拾う。翌朝、登校途中でシークレットの襲撃に遭遇。腕輪を回収するためアオを探していたガゼルたちに日本軍の輸送艦に案内され、搬送中だったニルヴァーシュに搭乗しシークレットを撃退する。その際、アオの髪が青くなっていたことを目撃した島民たちにより風当たりが増し、トシオの診療所が放火される。Mark1の操縦者として各国から狙われることとなったため、アオはカズユキ達独立運動グループに捕らわれ日本政府との交渉の道具にされそうになる。2度目のシークレットとの戦闘後、もはや磐戸島にはいられないことを悟ったアオは、ゲネラシオン・ブルに入ることを決意。ナルからノアを託され磐戸島を出る。
エウレカのことはアンマーと呼ぶ。母を探す旅に出るために密猟をして小銭を稼いでいた。また、散々な扱いをされても磐戸島を故郷と思い守りたい気持ちが強い。父親譲りの後先考えずに行動する独断専行が目立つが、対シークレット戦においてはゲオルグも承認する機転を利かせた作戦や行動により事態を打開するなどエースとしての働きをみせる。連合軍から勧誘を受けた際は、一度はそれに従おうとするも、助けに来たフレアとエレナと共にゲネラシオン・ブルに戻り、会社が世界の敵認定をされて以降はチーム・パイドパイパーの一員として、投降はせず戦うことを選択。会社の地下に保管されていたクォーツ・ガンを持ち出し、イビチャやフレアらトリトン号の皆とその場を脱出する。連合軍側に付いたエレナが攻撃を仕掛けてきた際、必死の訴えで彼女を説得する。
アオ自身は自分の出生についてや母・エウレカの身に起きた出来事を知らず、まだ見ぬ父親に対しては身ごもった母を捨てたと勝手に思い込んで憎しみの念を抱いている。後に若き頃の母との出会いを期に目を逸らしてきた父を知ろうとするようになる。磐戸島でシークレットの襲撃を受けた際、逃げるよう声をかけてくれた住人たちが目の前で死ぬのを見てしまいPTSDに陥っている。このためアメリカで市民がシークレットに襲撃されるのを目撃した際には異常な発汗や瞳孔の散大といった症状がみられた。また、若い頃の母親との邂逅、そして幻として現れた母からの謎のメッセージや自らが人とは異なること存在であることの認識、ナルとの決別等様々な要因が重なりストレスから不眠症に陥り、シークレットとの邂逅やナルとの邂逅を夢に見るなど劇中終盤は精神的に不安定になる。
未来の世界からやって来た父親のレントンと再会したことで、彼の口からエウレカのことやスカブコーラル、シークレットの真実を知り、エウレカを犠牲にしてもスカブコーラルをクォーツ・ガンで消し去ろうとするレントンと対決する。そして両親を無事に未来へ送り返すため、自身がクォーツ・ガンを撃つことで歴史を書き換え、沖縄で起こったスカブバーストをなかった事にしたが、同時にニルヴァーシュと共に大量のクォーツを取り込んでしまった結果、時間軸を彷徨う咎を背負う事になった。その後三度の時間跳躍で現在を変え、トゥルースと別れて一人沖縄へと旅立っていった。
『ロード・ドント・スロー・ミー・ダウン』では、時間を越えて過去の仲間たちの危機を救う描写がなされ、さらに、2027年に戻れたのは、アオに命を救われ、時間軸をさまよう彼を救いたいというフレア達ゲネラシオン・ブルの発動させた作戦「アストラル・オーシャン」によるものであるとリメイクされた。作戦によりクォーツが取り除かれたアオはトゥルースと別れ磐戸島の砂浜へと着地、手に付いた砂を見ながら何にも触れられない呪縛から解放されたことを実感し号泣する。最後には駆け付けたフレアと本物のエレナに涙ながらに迎えられ、彼も泣きながら笑顔を見せる場面で物語は幕を下ろす。
OVA『ユングフラウの花々たち』では、フレアとエレナによって女装姿を披露させられており、髪形を変えると母親のエウレカの少女時代に瓜二つとなっている。
アラタ・ナル
声 - 宮本佳那子
本作のヒロインの一人。13歳。アオの幼馴染。磐戸島ではアオの唯一の理解者でアオの髪が変色した後も彼の味方でいた。重い呼吸疾患を抱え、気管支拡張剤を常に携行している。病弱ではあるがそれに負けない強い心の持ち主。父の反対にもめげずにナマケモノのノアをペットとして飼う。家族構成は幼少時に母と死別しているため、祖母、父、妹の3人。10年前のスカブバーストのただ一人の生き残りで、その影響でユタとして目覚め、予知夢を見ることがある。磐戸島がシークレットに襲撃されることを予知し、森に放し飼いにしていたノアを自宅に匿った。中学の入学式直前に島が襲撃され、家族と共に避難するが病状が悪化。しかし、アオが逃げていることを知って救急テントを抜け出しアオに会い、悩むアオに助言した。本当はアオと一緒にゲネラシオンブルに行きたかったが、病気の事もありペットのノアだけをアオに預けて見送った。
トゥルースがゲネラシオン本社襲撃でアオと遭遇した際、アオの記憶を読み取ったトゥルースに興味を持たれ、連れ去られて行方をくらますが、次第に自ら彼に同行するようになる。呼吸疾患は肺の中のスカブの胞子が成長しているのが原因で、スカブコーラルの近くにいると呼吸が改善されるなど共生関係にある。コーラルキャリアとしては第1号の存在になり、それ以降は両耳に角型のアクセサリを付ける。その後は、スカブコーラルのある世界中の至る所に出没し、スカブコーラルに関する真実を垣間見ている。
ニルヴァーシュや月光号と共にエウレカが現れた際、突如磐戸島に出現し病院で入院していたが、同じく帰郷していたアオとの再会直後、独立反対派の医師と内通していたナカムラに隔離されそうになる。それからは、トゥルースが手に入れていたエウレカのニルヴァーシュ type ZERO spec2に乗り込み、アオの説得を拒絶して沖縄自衛隊や日本軍を攻撃し、再び姿を消す。第21話では実家に帰っており、家族で食事をしていたほか、プラントコーラル解放運動の代表的な存在になっている。その後、磐戸島のスカブコーラルからアオを呼び寄せ、また2人で過ごすが、アオがナルはトゥルースに気があるのではと誤解していた事や、スカブキャリアはトゥルースとの接触で悪化するというハンナの報告を聞き、2度ショックを受ける。だが、お互いが変わっていない事を確認し合い、アオと共にトゥルースを止めるために出撃するも、トゥルースを手助けしてフレア達と戦い、彼をスカブに取り込ませる。しかし、直後にトゥルースの手で機体を破壊されている。2度目の改変された世界では、スカブコーラルと共生している所は共通で、トゥルースと共闘していない代わりにエコテロリストとなっていて、アオとは完全に決別していた模様。
『ロード・ドント・スロー・ミー・ダウン』では、幼少期に病気に苦しんでいた時期に現れたアオによって励まされている。ラストではアオと再会する事は無かったものの、深井診療所で子供達と共に過ごしている所を、ニルヴァーシュが飛び去って行くのを目撃し笑顔を見せていたので、テロリストにはなっていない模様。

### ゲネラシオン・ブル社
スカブコーラルやシークレットの脅威に対処する“ハイパーレスキュー”として組織された民間企業。代表取締役社長はクリストフ・ブラン。スイスの山中に本拠を構え、パイドパイパー、ゴルディロックス、ハーレクインの3チームを擁する。親会社はPRカンパニーの「ビッグ・ブルー・ワールド」。スカブ内部からクォーツを回収し何らかの研究を行なっている。会社の地下にはコーラル・レリックと呼ばれる機密が隠されている。
自ら連合軍に投降し、アメリカ合衆国（連合軍）の空母に軟禁されていたアオを連れ戻すため、フレアとエレナが強引な行動に出たことが原因でテロリスト認定され、アメリカ及び世界を敵にまわしてしまう。連合軍の攻撃と地下からのクォーツ・ガンの突出により本社は倒壊した。
『ロード・ドント・スロー・ミー・ダウン』では、日本の名古屋に新本社を移している。

#### チーム・パイドパイパー
ゲネラシオン・ブルのIFOチーム。隊長はイビチャ。“パイドパイパー ”というチーム名は『ハーメルンの笛吹き男』に由来する。ゲネラシオン社のプロパガンダにより、フレアとエレナは世界を守るスーパーアイドルとして子供から大人まで広く知れ渡っており、人気がある。
イビチャ・タノヴィッチ
声 - 後藤哲夫
チーム・パイドパイパー隊長で、チームでは父親的な存在。IFO母艦のトリトン号艦長を兼務する。エウレカを命の恩人とする人物。アオをゲネラシオン・ブルにスカウトする。性格は偏屈で頑固者。大のコーヒー党でもある。新参者のアオを含め、パイドパイパーの子供達のことを最優先に考えて行動し、レベッカの過去も知っているが、彼女を信頼している。そのためチームメンバー全員から厚い信頼を寄せられている上、ノアからも好かれている。行動力にも長けており、アメリカで市民がシークレットの脅威にさらされていた際には、自ら囮になって攻撃することでフレアとエレナがシークレットを撃破する機会を作った。ビック・ブルー・ワールドにより「世界の敵」にされたことで戦意を喪失したレベッカをたった一言で翻意させるなど男気を見せる。ブランの死後、連合軍から攻撃を受ける本社施設から志望者をトリトン号に乗せて脱出。スポンサーとして受け入れを表明した日本に向かう。
ビック・ブルー・ワールドが謀略で消し去ったバルカン半島の国家出身で、元は歩兵部隊に所属していた。パイドパイパーの名付け親であり「笛吹き男」を自認している。ブランとは腐れ縁であり、愛娘を託されるほどの仲である。
レベッカ・ハルストレム
声 - 中村千絵
チーム・パイドパイパーの作戦参謀。PRカンパニー「ビッグ・ブルー・ワールド」からゲネラシオン・ブルへ出向している。真っ赤な髪のポニーテールにピアスの美女。イライラと怒りっぽい面がある。アメリカ出身で、情報操作によりイビチャの故国を地図上から消し去った過去を持つ。真面目で任務に忠実なため、子供たちの勝手な行動やイビチャから押しつけられる面倒事、ゲオルグの空気を読まない解説などに悩ませられることが多い。イビチャに対してひとかたならぬ思いを寄せている。一人で悩む事が多く、その度にガゼルから発破を掛けられている。
フレア・ブラン
声 - 大橋彩香
本作のヒロインの一人。チーム・パイドパイパー所属のIFOパイロット。16歳。ブランの一人娘。金色のセミロングヘアが特徴。左利き。優秀なパイロットとしての自覚と誇りを持つ、真面目で勝ち気な性格の持ち主。
IFOパイロットと同時にゲネラシオンブルの広告塔の役割を持ち、エレナと共に世界を救う正義のアイドルとして広く世界に知られている。
初対面ではアオに興味津々で好意的に振る舞うが、ニルヴァーシュに初めて乗りながらシークレットを撃破し、フレアやエレナにも起動できないサードエンジンを扱えることに対して、対抗心や嫉妬心からか、入社するや先輩風を吹かせるなど厳しい態度をとっていた。しかし、アオには自分の才能を鼻に掛けるようなことがなく、自分と同じように父親と確執がある（後述）と知ったのが切っ掛けで、次第に意気投合するようになる。アオがチームに溶け込んだ頃にはエレナや父親にまで関係を怪しまれるまでになっており、ナルやエウレカといったアオを取り巻く女性たちの存在に対しては心中穏やかでない態度を表せているが、本人は頑強に否定している。ガゼルに異性として興味を持っていたが、自分に対して全く関心がないと感じるようになる。
大気圏突入によってアオがニルヴァーシュごと燃え尽きようとしていた際には、普段嫌っているブラン社長に泣きついてまで彼の助命を必死に懇願したり、生きていたアオがエウレカと接触していた際には動揺を見せているなど、複雑な感情も見せており、エウレカとの接触後に精神的に不安定になったアオにも気を遣う素振りをみせる。
自分の過去に触れられたくないという想いから、アオ、エレナといった身近で親密な存在に対してもそれぞれの事情は詮索せず、深入りしないように振る舞っている。そのことについてエレナから「弱さ」と断じられている。
過去に事故で母と共に瀕死の重傷を負った際、どちらか一人しか生かせないという状況に陥り、父・クリストフが自分を生かして愛する母親を助けなかったことに対して怒りを抱え、以後はギクシャクとした関係が続いている。腹部には、その時の傷が残っており、他人に見られるのを嫌がっている。後に、連合軍がゲネラシオン・ブルに攻め込んだ際、父の決死の行動と、日本国へ託した遺言の内容を知って号泣する。
その後は父の後を継ぎ、日本でのチーム・パイドパイパーの代表取締役となり、ガゼル達からは社長と呼ばれている。代表的な立場になってからは、IFOで出撃する事は少なくなり、クォーツ回収はアオに任せていた。改変された2度目の世界では、未来からやって来たレントンと出会ったことで真実を知ったアオが、自らクォーツ・ガンを撃つ決意を決めた姿を見て、涙ながらに彼を引き留めていた。
『ロード・ドント・スロー・ミー・ダウン』では、時間漂流していたアオが幼い頃の交通事故を何らかの方法で救出しており、この結果、母親も酷い負傷をしていなかった為に、存命している模様。また、この世界でのエレナは一目会った時より彼に惹かれていたらしく、クリストフにもからかわれて戸惑いを見せる。その後、本物のエレナと共に時空をさまようアオの救出作戦である「アストラル・オーシャン」に参加。アオとニルヴァーシュが取り込んでいた大量のクォーツの除去に成功し、沖縄に漂着し泣き叫んでいたアオの元に駆け付け、涙ながら迎え入れた。
エレナ・ピープルズ
声 - 小見川千明、東條加那子（大人）
本作のヒロインの一人。チーム・パイドパイパー所属のIFOパイロット。チーム・パイドパイパーに入ったアオとチームを組む事になる。15歳。ピンク色のショートヘアと褐色の肌が特徴。
基本的にマイペースな性格で、二次元のアニメやマンガをこよなく愛し、それにちなんだセリフを使う。また、前述のようにアイドルとして、アニメキャラにもなっているが、作品のストーリーを監修している。
楽天的かつ脳天気な言動が多いものの、時折情緒不安定を思わせるかの様な面も見せる。親しくなっていくアオとフレアの関係を楽しみながら傍観している。自身もアオに対しては友好的な態度をとっており、アオが米軍から戻る意思がないと聞いた時には豹変し、真っ先に助けに行こうとしている。
チームに入る前は研究施設に居たが、それ以前の“ エレナ・ピープルズ ”は、5年前にクルージング中にスカブバーストに巻き込まれ亡くなっており、容姿も茶髪で色白の肌と全く異なっている。エレナ自身もまた、自分が何者であるのか知らない節があり、内心ではそれを知ることを望んでいる。
自分を「この世界に置き去りにした」と思っていたエウレカに対しては、激しい敵愾心を抱いており、彼女の存在を感知すると性格が一変して攻撃的になる。長らくエウレカによって別の世界から連れてこられたと信じ込んでいたが、実は1981年のカリブ海のスカブバーストに巻き込まれかけていた所をエウレカに助けられ、5年前のカリブ海に置き去りにされていた（過去の時間軸から飛ばされてきた）ことが、第21話でエウレカの口から語られた。マギーが調べた当時の行方不明者の資料によれば、「エレン・ブルックス」という少女と自身が酷似しており、それが本名と思われる。エレナ自身は自分が異世界からやってきた「特別な存在」であると思い込むことで幼少期に味わった寂しさや心細さといった心の隙間を埋めていた。このため、「特別な存在」として潜在的に憧れているエウレカとその息子・アオに対しては強烈な嫉妬の念を抱いている。
連合軍がゲネラシオン・ブルに攻め込んだ際、試作機として保管されていたゴルディロックスのIFOクレドを持ち出し、連合軍に自分を売り込む。エウレカから聞かされた真実と、過去の事件を調べたマギーの言葉で自分が異世界人ではないという事を知るが、それを認められずアオにクォーツ・ガンを撃たせようと仕向ける。しかし、アオの説得により落ち着きを取り戻し、同時に彼に惹かれていたことを自覚した。その後トリトン号へと帰還して復帰を果たすも、第23話で艦内に姿を現したエウレカに対しては変わらず厳しい目を向けていた。
『ロード・ドント・スロー・ミー・ダウン』では、1981年にアオによって救出されたため時間軸を飛ばされることなく成長している。
OVA『ユングフラウの花々たち』では、声優繋がりである鎌職人の恰好をしていた。
エレナ・ピープルズ（本人）
声 - 小見川千明
『ロード・ドント・スロー・ミー・ダウン』に登場。時間漂流していたアオが1981年のカリブ海でエレン・ブルックスを救出し、もう一度同じ場所でスカブバーストが起こることを教え、2020年に救出されたエレナ・ピープルズ本人。色白で眼鏡をかけている。エレン・ブルックスをもう1人のママと呼び慕っている。また、改変された世界ではゲネラシオン・ブルにIFOのパイロットとして所属しており、改変される前の世界でエレナの搭乗していたキリエに搭乗している。
フレアと共に時空をさまようアオの救出作戦である「アストラル・オーシャン」に参加。アオとニルヴァーシュが取り込んでいた大量のクォーツの除去に成功し、沖縄に漂着し泣き叫んでいたアオの元に駆け付け、迎え入れた。

#### チーム・ゴルディロックス
ゲネラシオン・ブルのIFOチーム。“ゴルディロックス”とは「3びきのくま」に登場する少女の名前に由来する。隊長はブルーノだったが彼の殉職後は一時的にブランが直接指揮し、その後はスタンリーが代理を務めている。第16話の「ポラリス」作戦以降、アオの発射したクォーツ・ガンにより歴史改変が起き、IFOのパイロットになっていない歴史に変わる。また彼女たちが使用していた機体は試作機として倉庫に放置されており、エレナが離反時に持ち出した。
ブルーノ・ハンス
声 - 島香裕
チーム・ゴルディロックスの隊長で、IFO母艦のメドン号艦長を兼務する。クロエ達からはゆるキャラ扱いをされているが、IFOのパイロットを務める子供達を守ることに強い信念を持っており、そのためならば自らの命を投げ出すことも厭わない。部屋には世界各地で起きたスカブバーストの地図や、これまでの戦いで犠牲になった子供たちの写真が置かれている。
強い信念と子供たちに対する無償の愛情を理解されており、クロエ達から慕われている。アオがゲネラシオン・ブルに訪れたばかりの際、入隊はやめて故郷に戻るべきだと諭している。第6話でメドン号を敵シークレットに体当たりさせ戦死した。
『ロード・ドント・スロー・ミー・ダウン』では、クマのぬいぐるみがブルーノと名付けられている。
メイヴ・マキャフリイ
声 - 東山奈央
チーム・ゴルディロックス所属のIFOパイロット。眼鏡とポニーテールが特徴。クロエは妹。
歴史改変が起きた第16話以降は、クロエとともに、姉妹で親の経営するベーカリーを手伝う一民間人になっている。
『ロード・ドント・スロー・ミー・ダウン』では、生まれてくる妹クロエと出会えるのを心待ちにしている。
マギー・クァン
声 - 藤村歩
チーム・ゴルディロックス所属のIFOパイロット。おっとりした性格。ショートカットが特徴。
歴史改変が起きた第16話以降は、タナカの部下の連合軍IFOパイロットとして登場する。連合軍に加わったエレナと仲良くなり、彼女の過去を調べる。IFOクレドに乗った際、操縦桿を握るとゴルディロックスの一員だった時の記憶が流れ込む。
『ロード・ドント・スロー・ミー・ダウン』では、メイヴとたまたま街でばったり出会った。
クロエ・マキャフリイ
声 - 松浦愛弓
チーム・ゴルディロックス所属のIFOパイロット。11歳。ケーキなどが大好きな甘党な一面もある。体型は年齢相応だがそう見られる事を気にしており、努めて大人びた態度を取ろうと振る舞う。しかし、時折子供とは思えない達観した発言をすることもあり、アオが自分はパイドパイパーから必要とされていないのではと落ち込んでいた際には、パイドパイパーのメンバーの代弁をする形で叱咤し、彼が立ち直る切っ掛けを作った。
自分が危険な作戦を提案したのが原因で、ブルーノの死を招いてしまったと気に病んでいたが、アオからは間違っていないと励まされ、彼が自らの提案した作戦でシークレットを撃破することに貢献している。
『ロード・ドント・スロー・ミー・ダウン』では、まだ胎児である。

#### チーム・ハーレクイン
ゲネラシオン・ブルのIFOチーム。“ハーレクイン”の名はアルレッキーノの英語名に由来する。衛星軌道上の軌道要塞ポセイドンを拠点とし、地上チームのバックアップと宇宙空間に貯蔵された大量のクォーツの守護者というのが主な任務。活動場所が宇宙空間であるためIFOパイロットの女子制服は、他のチームと違ってショートパンツタイプである。第19話でトゥルースの手によりポセイドンを破壊されるが、間一髪グレート・プロテウス号で脱出する。その後、時間を稼ぐための方便として連合軍参加を表明する。
ハンナ・ベスター
声 - 加藤優子
チーム・ハーレクインの隊長で、グレート・プロテウス号艦長を兼務する優秀な研究者。茶色のショートカットに青い瞳。薄いそばかすが特徴。チーム内の関係は家族に近く、皆から'ハンナママ'と呼ばれ慕われている。チームにおいてはママの言うことは絶対。
かつて世界を救ったエウレカに強く共感しており、その息子であるアオに関しては興味津々で愛情を注ぐ。研究者として独自の見解を持っており、アオの視神経が特殊なものでトラパーの波が視認できている事実にいち早く気付いていた。「自分と同族かも知れないシークレットとの戦いを、アオに強要している」という理由でイビチャらを強く非難するが、アオ自身の決断を見て心配しながらも送り出している。
また、ゲネラシオン社の従業員の一斉健康診断を執り行い、一部の従業員（いわゆるコーラルキャリア）の体に入り込み肺に寄生していたスカブコーラルに気付き、研究と調査を進めていた（ガゼルにはアオを調べるための方便だと指摘されている）。離反表明後には沖縄でコーラルキャリア第1号のナルと接触し、同じキャリアのリストを見せていた。
リュウ・イン
声 - 春名風花
チーム・ハーレクイン所属のIFOパイロット。黒ストッキングを履いている。筋肉トレーニングを欠かさず行っており、様々な知識量にも長ける。宇宙に上がったアオらを出迎え、エウレカについてその生存確率は限り無く低いと指摘している。
レラト・フッド
声 - 水沢史絵
チーム・ハーレクイン所属のIFOパイロット。褐色肌とドレッドヘアが特徴。
ラジクマール・ナーイル
声 - 畠山航輔
チーム・ハーレクイン所属のIFOパイロット。パイロットの中ではリーダー格。額にビンディを付けている。情報収集に長け、常に冷静な態度を崩さない。彼らの拠点であるポセイドンが沈む事実を知っても慌てず報告するほど冷静な性格。

#### 会社関係者
クリストフ・ブラン
声 - 納谷六朗、江原正士
ゲネラシオン・ブルの社長でフレアの父。無精ヒゲを生やしネクタイも緩めているなど、身だしなみはだらしない。常に飄々とした態度を取り、子供っぽい一面を見せるなど、相手に真意を伺わせない人物。危険なIFOパイロットに任につくアオ達を「自分の子供達」と呼び大切に扱っており、イビチャやハンナのように任務の達成よりも子供達の生命の安全を尊重する信頼に足る大人に託すなど配慮している。時として民間人を見捨てるかのような非情な決断を下すこともあるが、裏で手回しや取引、はったりや嘘の情報など、ありとあらゆる手段を講じて、最終的には関係国との合意の上で救助活動を行えるよう取りはからうなどかなりのやり手。
フレアを溺愛し娘の意志をなにより尊重しているが、過去に妻と娘の命の危機に際しての決断から、自分のせいで母が死んでしまったという自責に苦しむ思春期の娘からは猛烈に反発されている。同じ年頃の男の子であるアオとの関係について問い質すなどデリカシーには欠け、そのためシークレットが自身の顔の地上絵を描いたのに対し、フレアが機関砲で攻撃した際には、それを気にしている様子が描かれている。
終盤、世界中のプラントコーラルに圧倒的な数のシークレットが発生するや、それまで対立が続いていた米国政府に連合軍の結成を呼びかける。極秘裏に貯蔵していた大量のクォーツを収めたカプセルを囮に使って北極におびき寄せ、融合爆裂によりシークレットを殲滅するという一大作戦「ポラリス」を独断で発動。トゥルースの妨害により軌道が変わりスカンジナビア半島に落下するとわかるや苦渋の決断を下し、アオの生命を尊重して退去するよう命じた。結果的には母と同じ運命を辿ろうとしたアオの願いがクォーツ・ガンを産み出すこととなったことに安堵している。また、連合軍に投降したアオと連れ戻すため無断出撃したフレアの罪を不問に付すばかりか感心し、それをきっかけに未来への道を切り拓いているのは子供たちだという事に確信を得る。
しかし、こうした彼の独断専行はスタンリーらの反発を招き、ビッグ・ブルー・ワールドから危険視され、事態の収束を図るためゲネラシオン・ブルはスケープゴートにされて切り捨てられ、世界を危機に陥れたテロリスト集団であるとの情報操作で窮地に立たされる。だが、そのような事態をも想定しており、アオ達社員にシークレットの排除業務の停止とスカブコーラルの増殖を抑える方針への業務転換を命じる。連合軍によるゲネラシオン本社攻撃に際し、自分に化けて社内に潜入していたトゥルースに気付いたフレアを逃がし、地下のクォーツを利用して融合爆裂を起こし、トゥルースを道連れに自爆・生死不明となる。もし自分が命を落とした時のために、ゲオルグと融合したシークレットを通じて日本国への契約とフレアへの遺言を残しているなど、最後まで用意周到で抜け目がなかった。世界と子供たちの未来を守るという気高い志はフレアへと受け継がれた。本編ではそのまま死亡扱いとなり、以後登場しないが、2017年に公開された『ロード・ドント・スロー・ミー・ダウン』において、負傷しながらも実は生存していたことが明かされた。
スタンリー・フライ
声 - 沢木郁也
ゲネラシオン・ブルの副社長。PRカンパニー「ビッグ・ブルー・ワールド」から出向している。ブランの補佐役として寄り添うが、実際には監視役として目を光らせている。ブルーノの戦死後はチーム・ゴルディロックスの指揮官代理を務める。
プラントが再活性化すると人員の避難よりもプラントの防衛を優先させるなど本社の意向に沿うよう行動。ポラリス作戦に猛反対し、このときから本社の意向を汲んで行き過ぎたブランの切り捨てを図ろうとする。情報操作によりゲネラシオン・ブルをテロリスト集団と断じ、クォーツの無断保有や児童の虐待といった非人道的な行為を行っていると発表して「世界の敵」と喧伝。自らは連合軍に身を振る。
アレクサンダー・ボイル
声 - 野島昭生
ゲネラシオン・ブルでIFOのメンテナンスを行っているテクニカルディレクター。通称「アレックス」。機体のメンテナンスだけでなく、アオ達パイロットの心理面や体調面も気遣う。ゲネラシオン社が「世界の敵」となっても信念は曲げず、部下達と共にトリトン号に乗船した。
ゲオルグ
声 - 木内秀信
ゲネラシオン・ブルの各コンピュータに搭載されている擬人化エージェント (A.I.)、戦術支援プログラム。各IFOチームのサポートも行う。口調は電子的だが非常に能弁で、しばしば余計な蘊蓄を語り出すため、クルーからは煙たがれる。また、たちの悪い性格をしているのか、不適切なことを言い出すこともあり、作戦参謀として主に扱うレベッカの頭痛の種となっている。
日本に潜入したハンのハッキングで鹵獲されたシークレットを解析して以降、シークレットの意識と融合。ウイルス感染と判断され、一旦デリートされる。しかし、アオのパイロット用端末の中に入り込んで消去を免れており、トリトン号に再インストールされた。シークレットとの融合後は口調がなめらかになり、情報の開示も適切かつ簡潔になった。
ミラー
イギリス・マンチェスターでインディーズデビューしていたところを半年契約でスカウトされたゲネラシオン・ブル本社内で歌っている専属歌手。ミラーは歌手活動をしつつ、米国とイギリスの情報部が合同でゲネラシオン・ブルに侵入させたエージェントとして諜報活動を行っていた。しかしDNA鑑定などから別人だと判明し、少なくとも2ヶ月前よりエレナ・ピープルズがミラーとして歌手活動と諜報活動を行っていたことが判明する。その後、公式発表では死亡されたとしている。エレナは2つの墓を作っており一方にミラーのカツラを埋めている。

### 運び屋・ガゼル商会
元々は「運び屋」として依頼人からの指定で指示された物資を輸送するチンケな稼業だった。ゲネラシオンブル社の出資により活動の幅を広げ、下請けエージェントチームとして調査や交渉、身辺警護といった裏方仕事の「なんでも屋」となりアオたちをサポート。交渉力に長けたガゼルと劇中でも屈指の頭脳を誇るハンの能力により意外なほどの活躍を見せる。なお、ガゼル商会の呼称は社内ではチーム名のように扱われている。
ガゼル
声 - 桐本琢也
運び屋のリーダー。本名は金城二郎（カネシロ・ジロウ）。浅黒い肌とザンバラ髪、無精ヒゲが特徴。お調子者で素行や野卑な言動はチンピラそのものだが、直感力や洞察力、度胸に優れており、何事にも懐疑的で自分が納得するまでは執拗に食い下がる粘り強さを持つ。行動的で文字通りどこにでも出没し、かなり無鉄砲な真似もする。
カズユキの息子で、少年時代は父親を始めとする島の大人達の言うことを信じ、大人たちの言う儘に自分たちを正当化し日本人に憎しみを向け、アオをいじめ蔑んでいた。しかし、大人に成長するにつれ島の大人たちの主張に潜む欺瞞に気づき、大人たちのズルさや浅ましさを憎むようになり、口先ばかり立派な親たちにかわり自分達の世代で「沖縄の真の独立」を成し遂げようという志を持つ様になる。
日本政府から密かに請け負った仕事の最中にスカブ発生に遭遇。その際に輸送中のアタッシュケースから腕輪を落としてしまい、報酬のため現場にいたアオを探していた。アオから腕輪を取り返そうとした際、憎んでいるヤマトンチュ（日本本土人）から請け負った得体の知れない仕事のために同じ島育ちのアオから大事なものを奪おうとしていることに気づき、危険を押してFPで輸送艦に乗り付け、アオにニルヴァーシュへの搭乗を促した。さらに島を襲う危機に立ち上がったアオに対する島民達の惨い仕打ちに激怒し、父と決別したうえで監禁されていたアオを助け出す。その後、パイドパイパーが磐戸島のスカブからクォーツを回収した瞬間を目撃し、それをネタに取り入るべくピッポやハンと共に帰還するトリトン号に密航。ブランと接触し、彼の計らいでゲネラシオン・ブルで働くことになる。トゥルースのゲネラシオン本社襲撃時に「お前には真実が見えない」と指摘され、かねてから不可解だと感じていた「この世界」に隠されている「真実」を強く意識するようになり、社の意向を無視して情報収集を行うこともある。そのため、何かと物事の核心へ迫ることも多い。
アオには比較的協力的な態度をとり、彼が不眠症になった時は睡眠薬を用立ててやるなど支えになっている。プラントの再活性化後は、連合軍への投降を促すフレアとレベッカを護衛するSP的な存在となった。
最終話のエピローグでは沖縄諸島連合国務省公務次官になっていた。
ピッポ
声 - 酒井敬幸
ガゼルの仲間。本名はニイガキ・レオ。テルヒコの息子。巨漢と長いモミアゲ、愛用のサングラスが特徴。体格は大柄だが小心者で荒っぽいことは苦手。父親には頭が上がらず、ガゼルには腰巾着として従う。根は善良。
後にガゼルと共に、ゲネラシオン・ブルの元で働くことになる。
ハン・ジュノ
声 - 藤田圭宣
ガゼルの仲間。四ヵ国の血が混じった美貌の持ち主で青い髪が特徴。クールな性格。FP改造とコンピューターの技術はプロ並みの腕を持つ、ガゼル商会の頭脳といったところ。後にガゼルと共に、ゲネラシオン・ブルの元で働くことになる。
父親はプラント企業の社長。物腰も教養も洗練されており、ナカムラやヤマオカといった日本政府高官とも臆さずに渡り合う。また、ゲオルグと接続したシークレットとの交渉役ともなった。日本出国の際にヤマオカから「ヨハンセンブック」を渡され解読し、クォーツ・ガン使用前後に世界に起きた不可解な現象やチーム・ゴルディロックスの消失（アオの主張が正しいと仮定しての話）についても別の歴史を持った世界の出来事と説明した。

### 磐戸島の人々
沖縄諸島連合・日本・中国が領有権を主張し、アメリカを含む各国の利権が錯綜する世界的にも極めて難しく厄介な地域。根は善良だが排他的で閉鎖的な島民性で島に伝わる古い伝承や迷信が現在も信じられている。必ずしも画一的な考え方をしているわけではなく、ナルの祖母などアオに対して優しく理解のある人も少なからずいる。
フカイ・トシオ
声 - 堀勝之祐
「深井診療所」を開業する老医師。アオの養父で「じっちゃん」と慕われるが子供心に自分の存在が迷惑になっていると感じるアオからは他人行儀にされ、アオが抱える悩みや辛さを打ち明けられていない。料理は得意ではないようで夕食が酒の肴ばかりだとボヤかれる。
10年前のスカブバーストに際し「ガイジン」であるエウレカの子アオを匿ったことで島の人間から白眼視され、特にナルの父・ミツオからは娘を思うあまりに強く恨まれている。シークレット襲撃でアオに対する攻撃性を強めた人々により診療所を放火される。その後、イビチャからの話を聞き、アオをゲネラシオン・ブルへと託す。
アオの父・レントンが未来からやって来た際、アオに彼の姉（レントンとエウレカの長女）の真実を話す。
カネシロ・カズユキ
声 - 楠見尚己
ガゼルの父親。沖縄演歌歌手。三線奏者で道場も開いている。磐戸島における沖縄独立運動のリーダー的存在で政治家でもあり、テルヒコやミツオとは同志。アオに対しては普通に接している様に見えても、実際は他の島民と同様に中途半端な沖縄の独立や中国との交渉で漁業が出来なくなった責任を、全てアオとエウレカの親子のせいにし、それを息子のガゼルにも教えていた。しかし、沖縄独立を掲げていながら、日本政府からスカブの保証金を受け取っていたことから、息子達には軽蔑の念を抱かれるようになり、特に息子からは口先だけの独立となじられている。
同志のメンバーと共に、アオを沖縄完全独立を目的とした交渉の道具として日本に売ろうとするも、それに激怒したガゼル達に妨げられた上に、自分達の矛盾も指摘され、決別を言い渡される。
ニイガキ・テルヒコ
声 - 小村哲生
ピッポの父親。沖縄自衛隊の予備役。カズユキやミツオとは同志の仲。アオがMark1（ニルヴァーシュ）を動かし、シークレットを倒したという事を知った後、2人の部下を引き連れて、深井診療所にやってきてトシオにアオはどこかと問いただす。その後、ゲネラシオン・ブル（チーム・ハイドパイパー）のスタッフを沖縄政治家の所まで案内の途中でアオの事を口を滑らせてしまい、イビチャに知られるきっかけを作ってしまう。カズユキやミツオに比べれば、アオに対する態度はまだましな模様で、ナカムラがナルを止める為に出ようとしたアオを銃で撃とうとした際には、「子供に銃を向けるな！」と、トシオと共に激怒して止めている。
アラタ・ミツオ
声 - 木村雅史
ナルの父親。10年前のスカブバーストによりナルが深刻な呼吸疾患を負ったことからアオを嫌い、ナルに近づけまいとする。またノアも嫌っている。カズユキやテルヒコとは同志の仲。アオを嫌う理由は外人の子ということではなく、島に災いをもたらし、「海巨人（ニルヴァーシュ）」を怒らせた者と見ていて、距離を置こうとしていただけが理由であった。アオがシークレットを倒し、島を救ってくれた後は、アオの事に関してなにも言わなくなった。
スカブコーラルのプラントが建設されてからは、そこの作業員として働いている。
アラタ・ミユ
声 - 東山奈央
ナルの妹。アオには懐いている。
お婆
声 - 真山亜子
ナルの祖母。アオを可愛がっており、ナルを密かに応援している。
青年
声 - 望月健一
頭の左に剃り込みがある屈強で親切な青年。沖縄本島のスカブコーラルでプラント採掘に従事している。かつて沖縄本島がシークレットに襲撃された際、エウレカの乗るニルヴァーシュに命を助けられた。このため恩義を感じ、海に放り出されていたアオを助け、ニルヴァーシュを隠し、本島を案内する。水商売をしている姉の店で食事をさせたが、その際に姉がアオの情報を米軍に売ってしまう。その後、職場であるプラントコーラルに向かった際、アオを探していたゲネラシオン・ブルに身柄を託す。
それからしばらく後、採掘作業中の落下事故により重体となるが突如出現したナルによってプラント内部に取り込まれて治療され事なきを得る。このことがきっかけで仲間の作業員たちを中心にナルを信奉するコーラルキャリアのグループが発足する。

### 日本国
ナカムラ
声 - 遠近孝一
Mark1（ニルヴァーシュ）を輸送していた日本国の自衛省特務情報隊一課情報官。世界から孤立し、閉塞感に包まれた日本の現状と将来について真剣に憂いてはいるが、目的達成のためならば手段を選ばない、いき過ぎた正義感の持ち主。日本を守るためには、圧倒的な軍事力を手に入れて一度日本を壊すことが必要だという過激な思想を持っており、そのためにMark1の力を利用しようと目論む。Mark1奪還のために動くも失敗し、次はプラントコーラルの実験を利用してシークレットの軍事利用を狙うが、逆に日本軍への損害を招き、落胆していたところトゥルースの接触を受ける。
その後、日本の領海にエウレカとニルヴァーシュが現れた情報を得たことから、彼女と因縁のあるエンドウを連れて出撃。エウレカの捕縛には失敗するものの、トゥルースから得た情報から、シークレットがMark1を標的としていることを突き止め、更にはシークレットの一部を回収し、スカブコーラルが侵略者で、それを破壊するシークレットが味方であると、世界各国に発表する。そして、スカブコーラルと密接な関係にあるアオとナルの二人を隔離するため、アオが領空侵犯をした上でエンドウを殺害したとでっち上げ、ナルは全身を病原菌に侵されていると見なす。しかし、ナルはスカブコーラルと共に逃亡し、それをアオがニルヴァーシュで止めようとしたことから、アオを銃撃しようとするも、子供に銃を向けようとする姿勢に激怒したトシオらの妨害を受けている。
第20話で日本政府がチーム・パイドパイパーをスポンサーとして受け入れることを決めた際は、不服そうな顔をしていた。第21話では独自のやり方で日本を大きくしようと考え、辞表を提出して軍から身を引く。その後は沖縄本島に渡り、目的もないまま街をフラフラとしていたが、それを発見したガゼルに叱咤されていた。
エンドウ
声 - 佐々木敏
10年前のスカブバーストで生き残った日本陸軍の軍人。階級は一佐。10年前にエウレカから息子アオのことを頼まれていた。当初は部下と月光号内部に侵入しエウレカを連れ去ろうとするが、ニルヴァーシュでトゥルースと戦うアオを心配したエウレカを見て昔の約束を思い出し、アオを助けるために囮となるが、トゥルースの手で殺害される。ナカムラは、このことをアオが領空侵犯を侵した上で殺害したとでっち上げている。
ヤマオカ
声 - 保村真
日本内閣府事務次官。全世界に日本が保護したシークレットを公開する。第20話で、世界から敵認定されたチーム・パイドパイパーを、シークレットを通じ亡くなる前のブランとの契約で、スポンサーとしての受け入れを表明する。
ソガ
声 - 宮内敦士
日本軍のパイロット。沖縄本島出身。第21話で日本国にやって来たアオを食事に誘う。

### アメリカ合衆国
バリー・ベニントン
声 - 櫻井孝宏
合衆国のアリゾナ州知事。政界入りする以前、ゲネラシオン・ブルの親会社であるビッグ・ブルー・ワールドに所属しておりレベッカとは先輩後輩の間柄だった。
ニキ・タナカ
声 - 日向とめ吉
アメリカ軍の軍人。ハワイアンハーフの日系人で、連合軍に参加してIFO部隊を指揮する。アオを説得し連合軍に所属させようとしたが失敗する。その後は大型IFOのエイブラハム・リンカーンに搭乗し、部下のマギー達を率いてゲネラシオン・ブル侵攻部隊の指揮官となる。アオの事はいまだ諦めていないようで、フレアとエレナ共々連合軍側の保護下におこうと考えている。また、マギーへはゲネラシオン・ブルはIFO適正を理由に児童虐待をおこなっているという嘘を告げる。第23話にてスタンリーからトゥルースやシークレットを敵として戦うよう言われるが、スカブコーラルと共生する仲間・部下達のこともあってか、彼の申し出を拒絶。シークレットの側に付く。

### アオの家族
エウレカ
声 - 名塚佳織
前作『交響詩篇エウレカセブン』のヒロインであり、アオの母親。13年前に忽然と磐戸島沿岸の海上空に出現し落下、島に漂着しトシオに救われる。この時点で既に子供を体に宿しており、深井診療所でアオを産み育てる。得体のしれない出自故、閉鎖的で排他的な島人たちは彼女こそがスカブコーラルを呼びスカブバーストを発生させた元凶と思い、偏見の目を向け様々な嫌がらせを行う。自分が奇異の目を向けられることは我慢していたが、迫害の矛先が幼いアオに向くことを恐れ、髪を毛染め液で真っ黒に染めていた。
10年前のスカブバースト発生後にクォーツとともに別の時間へと飛び失踪。米軍に拉致されたらしいという朧げな情報以外、消息は全く不明のままでゲネラシオン・ブルでさえ所在は掴めていなかった。彼女の失踪後その遣り場のない怒り・哀しみはアオに矛先を変えて現在まで続いている。
物語の中で、度々幻となって姿を現しており、アオがスカブコーラルを滅ぼさなければならず、彼を救ってほしいとナルに告げているが、彼女からは拒絶され、エレナとマギーのいる連合軍のIFO格納庫に現れた時は、エレナから元の世界に返せと責められ、フレアからはアオをおかしくした元凶のように言われる。クォーツの影響で様々な時間に飛ばされており、短時間しかその時間に止まる事ができない状態で、アオの世界では10年経過しているが彼女の時間はまだ数日しかたっていない。
なお、第12話にてアオを産むより前の時代からやって来たエウレカはまだ少女姿で、成層圏に浮かぶスカブコーラルの中からニルヴァーシュtype ZERO spec2や月光号と共に現れている。年齢はフレアやエレナと同じくらいで、既にアオを妊娠してから6ヶ月経っていると思われていたが、最後にお腹の中の子は女児であると言い残している。夫となるレントンのことを「泣き虫」と評しながらも心から愛しており、アオにレントンの存在について聞かれた際には、顔を赤くしながら惚気ていた。後にエンドウに連れ去られかけた所をトゥルースに襲われる。自分達の暮らす世界に留めて置くことは、彼女が狙われるだけだと判断したアオによって、発生したスカブバーストに入り、迎えにあらわれた大破したMark1のような人型機械と共に元の世界へと帰っていった。その際に身ごもっていた子供は女児であることをアオとの別れ際に告げており、その子供はアオの姉にあたる。ただし、トラパー濃度の高い世界ではコーラリアンと人間の細胞が反発しあうためにスカブコーラルのある世界では生きられず、生まれて三ヶ月で死んだ珊瑚のようになり亡くなっている。そのために、エウレカの話からこちらの世界を知ったレントンの手によりニルヴァーシュ ネオと共に再びこちらの世界に送られ、アオを出産して育てることとなる。
レントン・サーストン
声 - 藤原啓治
前作『交響詩篇エウレカセブン』の主人公。30歳。アオの父親だが、アオからは母と自分を捨てたと勘違いされ嫌悪感を抱かれており、「話すら聞きたくない」と言われるまで拒絶されている。苦労が重なったのか、前髪の一部が白髪になっている。
アオの搭乗するニルヴァーシュは、レントンが開発したものであるらしく、エウレカによると彼女のニルヴァーシュや月光号をアオのいる時代に送り込んだのも、レントンであるとされていた。第22話で、別の宇宙の西暦1万2021年の世界から「ニルヴァーシュ specV3」と共に、エウレカの下へ旅立つ。第23話でアオ達の世界にやって来て、エウレカと再会。息子のアオにスカブコーラルやシークレットの真実を話す。そして自身は元凶であるスカブコーラルを排除するためクォーツ・ガンを持ち出すが、スカブと共生する人達を助けるために、それを阻止しようとするアオと対立する。最終的にアオの手でエウレカと2人で未来の世界へと無事返された。

### その他
ノア
声 - 東山奈央
ナルのペットのイリオモテミツユビナマケモノ。ナルの父親ミツオには生理的に嫌われている。口はかなり臭く、果物が好物。人の背中やお腹に抱きつくのがクセ。現在はアオに連れられて、チーム・パイドパイパーでも、マスコット的存在として飼われており、イビチャやフレア、エレナなどにも可愛がられている。
トゥルース
声 - 井上和彦（銀髪の青年） / 阪口大助（セールスマン） / 黒田崇矢（ゲリラ軍曹） / 土倉有貴（少年兵） / 大原さやか（美女） / 片岡あづさ（美女）
セールスマンや美女など、容姿や性別を変えることができる謎の人物。本当の姿は不明だが、主に銀髪の青年姿を取る。普段の青年の姿は、故人であるJ・ヨハンソン博士の養子によく似ている。生身で建造物を破壊し、爆発を起こしたり自身の腕をシークレットの様な形状に変形させるなど異常な戦闘力を持つ。ゲネラシオン・ブル本社を襲撃し、磐戸島からナルを連れ去り、更には電子の流れに介在する能力も持ちサイバーテロリスト・ファイヤークラッカーとしてナカムラに情報を流す、ダメージドクォーツを日本軍に横流しをするなど、予測不能の行動を取り続ける。アオの母親やニルヴァーシュ、シークレットについても何か知っている模様。
その正体は10年前に沖縄で起きたスカブバーストの際に現れた巨大なシークレット。エウレカが被害を少なくするためにクォーツを回収して別の時間に飛んでしまったため、シークレットとしての目的を失い、それ故人々に受け入れられるために人間の形をとり、そこをヨハンソンに発見され彼の養子として育てられた。目的を失い暴走しかけた際にスカブと融合し、シークレットともスカブとも違う存在へと変貌を遂げてしまっていた。第19話で社長のブランに化けてゲネラシオン・ブルに潜入した際、彼のクォーツを利用した融合爆裂に飲まれるが、地下に隠されていたアーキタイプ、コードネームカノンと融合する。何者でもない自身の存在の意味を知るために世界を壊す事を望んでおり、カノンでアオ達と戦った後、ナルの導きでスカブと一体化し、海巨人の姿となるもナルへ襲い掛かかり、最後は自らクォーツ・ガンのトリガーを引き、歴史を改編して自身の存在を抹消する。
2度目の改変世界ではシークレットとしてのトゥルースは存在しないことになり、当初からニルヴァーシュ トゥルースのアーキタイプとなっていた。レントンと戦うアオをサポートし、アオの選択によって共に時の旅人となり、最後のシーンでは「まだ世界を見てみたい」とアオに語り、彼と別れて旅立った。
J・ヨハンソン
歴史は捻じ曲げられていると提唱した科学者。スカブバーストが起こらなかったもう一つの世界を幻視することができたらしい。10年前にトゥルースらしき少年を沖縄で養子にしている。だがその後、自殺を遂げた。著作を通じた広報活動により熱狂的な信者を生む一方で妄想だと否定する者も多い。
フライデー
声 - 佐藤利奈
OVA『ユングフラウの花々たち』に登場。ユニバーサル・ネイチャリングTVの女性キャスター。スクープを手に入れる為ならば、盗聴等といったプライバシーの侵害も辞さない面もあり、チーム・パイドパイパーらがプチ家出をしていることを察知し、執拗に追跡する。

### 漫画版の登場人物
ここでは、漫画「エウレカセブンAO〜Save A Prayer〜」の登場人物を記載する。
ユナ・マルタン
フランスのパリ出身であるゲネラシオン・ブルのIFOパイロット候補生の一人。14歳。孤児院で過ごし、家族は既に失っており、パリ市街のマリオネット劇場で劇団員をしていた。人懐っこい性格で、かなりの御人好しでもある。孤児院の子供達からは姉のように慕われている。
劇のオーディションと勘違いして、ゲネラシオン・ブルのパイロット候補生のオーディションに挑んでしまい、それに気づいた時には戸惑っていたが、シミュレーション空間とはいえ、パリが焦土と化していたのを目の当たりにしたことで、故郷の仲間達を守りたいという思いを抱き、自らの意思でパイロット候補生になる道を選んだ。
オーディションが受かり、先輩候補生達から最初に与えられた任務では、ニルヴァーシュと共にゲネラシオン・ブルに来たアオの捜索を命じられ、ゲネラシオン・ブルの都市にある青果店で、盗み食いをしていたノアと関わったのを機に、彼と出会うことになる。しかし、先輩のイラストがいい加減であったせいで、最初はアオのことを「宇宙人」と勘違いしてしまい、彼を怒らせている。
モニカ
ゲネラシオン・ブルのIFOパイロット候補生の一人。かなりの小柄であるが、ユナと同じく14歳。性格は真面目で、IFOのパイロットになることに、強い決意と覚悟を持っている。IFOパイロット候補生のオーディション会場にてユナと出会い、親しい間柄になっていく。
オーディションが受かり、先輩候補生達から最初に与えられた任務では、ブランの捜索を命じられるが、先輩候補生のイラストがいい加減であったせいで、誰なのか分からず、偶然遭遇したブランにお茶に誘われる。その時、娘のフレアとの関係がうまくいかないという相談を受け、彼に娘を信じて正直に話し合うべきだと説教してしまい、社員が「社長」と呼んだことで初めてその素性に気づき、恐縮する。
リリー・フロイド
ゲネラシオン・ブルのIFOパイロット候補生の一人。クールな性格の持ち主で、他者との馴れ合いを極度に嫌っている。理由は不明だが、IFOのパイロットになるためなら全てを捨てるという強い意志を持っている。家族は存命しており、両親の反対を押し切ってまでオーディションを受けて、パイロット候補生になっている。ギターを趣味としており、プライベートでも自分のギターを所有していたが、家を出る際にギターは置いていっている。しかし、常に肌見放さず持っているガラス細工のネックレスだけは、大切にしている。
オーディションが受かり、先輩候補生達から最初に与えられた任務では、ガゼルの捜索を命じられる。その時も、馴れ合いを嫌い、特にユナのことをウザいと評していたが、ガゼルに「仲間すら助けられない奴は、誰も助けられやしない」と、諭されている。
グレース
ユナが暮らしていた孤児院の責任者で、ユナの様にシークレットに両親を殺害された子供達を引き取り、面倒を見ている。ユナがゲネラシオン・ブルのパイロット候補生になってしまったことには、心配している。

## 登場メカニック

### IFO
空中を飛翔できる人型兵器。IFOとは「Intelligent Flying Object」の略。IFOを操縦できるのは幼少期からトラパーを吸って成長した子供か、連合軍の手で人工的に体内にスカブを移植したパイロットのみ。全てのIFOは10年前に飛来したニルヴァーシュを解析して造られたため多くの部品が互換性を持つ。
リバースエンジニアリングによりニルヴァーシュのものを真似した「サードエンジン」が全IFOに搭載されている。しかし正常に作動はせず、どういうものか不明のまま複製されている。これは研究者にも解析出来なかったブラックボックス機能であり、大気中に漂う空間粒子トラパーを媒介にエネルギーを生み出す発電システムとしての機能を思わせるが、アオの搭乗するニルヴァーシュ以外の機体は正常起動率が恐ろしく低いため、同機と他機には機体の稼働時間に大きな差が存在する。また、正常起動を果たした場合はリーフグリーンの輝きが桃色へと変わり、輝きを増すことがある。

#### チーム・パイドパイパーのIFO
RA272 ニルヴァーシュ
アオの搭乗機。ゲネラシオン・ブルや自衛隊などからMark1と呼ばれる人型兵器IFO。現存するIFO全ての原型にあたる。灰色とリーフグリーンを基調とした機体カラーを持ち、人間に近いシルエットの形状をしている。
13年前のスカブバースト時に発生した光柱からエウレカが搭乗した状態で出現。10年前に機能を停止しており、連合軍の管理下に置かれていた。その後、日本軍がある理由から非合法を含むあらゆる裏ルートで入手し、輸送中のどさくさに紛れてアオが持っていたブレスレット型の鍵と共鳴。10年の歳月を経て再起動に至る。沖縄スカブバースト後、アオの手に渡り、彼のゲネラシオン・ブルへの入社に伴い、同社の管理下に置かれる事となった。その後は、社長命令で正式に「ニルヴァーシュ」と命名され、第5話で破損箇所が修復され、頭部が深紅に塗装された (Generation Bleu Color)。
コックピットは全天周囲式で基本的に自分の体は見えず、損傷を確認する場合はウィンドウを開いて確認する。ボードは不使用の際は背中に折りたたんでのマウントが可能。現存するIFOの中で唯一2本足での直立が可能。また、現存するIFOの中で唯一サードエンジンを常時正常に作動させることができる。第13話ではエウレカによるエクストラロック解除によって新たな武装が使用可能となった。なお、劇中何らかの意思を持っているかのような描写がある。ナルとアオとの間では、「海巨人（うみきょんちゅ）」と呼ばれる事もある。
その実態は、約1万年後の未来でレントンによってかつて彼の搭乗していたニルヴァーシュ type ZERO spec2を元に設計・作成されたLFO。出現当時と現在とで若干の外装の違いが見られるのは、連合軍管理下で解析・研究される過程においてアメリカやフランスから買ったパーツなどによる改装も行われたためである。レントンはこの機体を「ニルヴァーシュ ネオ」と呼称していた。
ニルヴァーシュ トゥルース
2度目の世界改変後のニルヴァーシュで、フォルム・塗装と武装に若干の変化が見られる。また、新型のボードを装備しており、ニルヴァーシュ specV3に匹敵する性能を誇る。その実態は世界の歴史改変によりアーキタイプとして存在しているトゥルースと融合した機体である。元々の設計・作成者であるレントンは未来から改変後の世界へ現れたため、アーキタイプが搭載されている事実に驚愕した。なお、RA272 ニルヴァーシュおよび、ニルヴァーシュ トゥルースの武装については下記の通り。
- バルカン砲 - 頭部に2門を搭載する。
- プラズマナックルパンチ - 腕部先端の近接武装。第6話、第21話などで使用された。
- ナイフ - 前腕部に収納された投擲も可能な近接武装。途中で折れ曲がった形状をしている。
- ライフル - 両脇に収納された二丁銃。ニルヴァーシュの主武装。劇中全般で実弾を発射する兵器として描写されているが、ビームを発射する描写もあった。
- ビームライフル - それまでの実弾兵装に代わり、ニルヴァーシュ トゥルースが標準装備するビーム兵器。単射・速射の切り替えが可能。
- ミサイルランチャー - 両肩部に存在するミサイル発射機構。第14話にて、エウレカの手でエクストラロックを解除されたことで一時的に使用可能となる。ニルヴァーシュ トゥルースでは、5種類のミサイルを搭載する。
- クォーツ・ガン - ゲネラシオン・ブルが収集していたクォーツの結晶がポラリス作戦中の窮地にアオの求めに応じて融合し再組成した大型の銃状物体。前作のセブンスウェル現象のような光を発し、多数の巨人型シークレットを撃破した。ただし操縦者などの意思とは関係なくスカブコーラルからクォーツを飲み込むといった行動を起こす。撃たれた対象を破壊するのではなく、歴史上から消す。そのため、歴史改変のような現象が発生する。エウレカの話によると、レントンが探していた物だとされている。その正体はクォーツがアオの思いと共鳴したことで銃の姿をとったものであり、その本質はスカブコーラルが獲得したクォーツ機関そのもの。

RA164 アレルヤ
フレアの搭乗機。機体色は青。武装は少ないが、索敵・電子戦に特化している。また、機動力も高い。武装は頭部横にバルカン砲、両腕部にライフルを持つ。両サイドには展開式のレーダーを装備する。なお、機体胸部には回収したクォーツを保管するボックスが備わっている。緊急時には、隊長機として作戦指示を行う。
サードエンジンの正常起動確率はかなり低く、連合軍に身を預けようとしたアオを取り戻そうと単独出撃を試みるエレナと衝突した際、一時的に安定領域に達した。また、最終回にてアオがポールライトによる時間移動を行った時は正常な起動を果たし、桃色の輝きを放っていた。
RA164 アレルヤ spec2 （アレルヤ改 東富士スペシャル）
スペックアップされたアレルヤの改修機。開発コードは東富士スペシャル。両サイドのレーダーが、上下に補助リフ板を装備した展開式の武装である大型ニードルガン（レールガン）へと換装されたほか、サイド部にはミサイルを搭載する。
RA301 キリエ
エレナの搭乗機。機体色は赤紫。火力重視の機体で、その分機動力が低い。武装は機体中央部にバルカン砲、両サイドに二挺のガトリングガン「カートレスキャノン」、ミサイルポッド「ゴライアス」などを装備する。アレルヤが集めた情報を受け、砲撃するのが主な戦術。
サードエンジンの正常起動確率はかなり低い。連合軍に身を預けようとしたアオを取り戻そうと強行の救出を試みるが、出撃を阻止しようとするフレアと衝突し、互いの気持ちをぶつけ合った結果、一時的に安定領域に達した。第22話で日本国が回収したシークレットの頭部が移設されているが、トゥルースに破壊されている。
RA301 キリエ spec2 （キリエ改 鈴鹿スペシャル）
スペックアップされたキリエの改修機。開発コードは鈴鹿スペシャル。両サイドにアームが追加され、ガトリングガンが4つの銃口を持つ重武装に換装されたほか、アーム部のウェポンベイ内部にはミサイルを搭載する。

#### チーム・ゴルディロックスのIFO
機体色は青緑で統一されている。歴史改変後は、試作機として登場する。
RA121 グロリア
メイヴの搭乗機。制空戦仕様のIFO。流線型のシャープな形状が特徴。
RA302 クレド
マギーの搭乗機。砲撃戦仕様のIFO。機体左右にウィングが広がる。第20話でエレナの手によって持ち出される。
RA169 レクイエム
クロエの搭乗機。電子偵察戦仕様のIFO。両肩部に大型アンテナを装備する。

#### チーム・ハーレクインのIFO
機体色は銀色で統一されている。機動力を重視し、全機とも脚部を排除している。
RA122EB サンクトゥス
リュウの搭乗機。制空戦仕様のIFO。銃火器を装備し格闘戦にも対応出来る。
RA121E レコルダーレ
レラトの搭乗機。砲撃戦仕様のIFO。肩内部に隠し腕を内蔵している。
RA122E ベネディクトス
ラジクマールの搭乗機。電子偵察戦仕様のIFO。肩と下半身がセンサーとなっている。

#### 連合軍のIFO
PC4 アイゼンハワー
アメリカ軍（後に連合軍）の主力となる量産型IFO。機体色は深緑。メイン武装は両サイドのマシンガン。主なパイロットはマギー。
エイブラハム・リンカーン
連合軍の大型IFO。空中戦艦のような巨体で、脚部にアイゼンハワーを4機搭載可能。左右には巨大な腕のような翼を持つ。武装はホーミングレーザーや大型マシンガン。本来は対シークレット用として開発されたのだが、損耗を嫌った連合軍により温存されていた。第19話で2機がゲネラシオン・ブルに攻め込む。なお、機体制御は3人で行う。主なパイロットはタナカ。

### LFO
LFOとは「Light Finding Operation」の略。LFOはいずれもスカブコーラルの深くから発掘されたアーキタイプに操縦系統と装甲を施して運用されている。
ニルヴァーシュ type ZERO spec2
エウレカと共に現れた「LFO」。前作『交響詩篇エウレカセブン』の主人公レントンと、エウレカが最後に搭乗したものにある程度の改造を施した機体。エウレカ帰還後、トゥルースに奪われナルが搭乗する。自衛隊などからはMark2と呼称される。
ナルによってアーキタイプの存在を強調されており、実際にアーキタイプが存在する部位からトラパーを発生させる姿を披露している。最終的に片腕を破損したことで中破状態となるが、その後は不明。歴史改編後は、アオの攻撃で撃墜されてしまう。
コードネーム カノン
別称「IFOゼロ」。ソ連のスカブバースト跡から発見されたアーキタイプ。そのため、腕や脚が存在しない。ボディ部分のみでありながら、それ自体が通常のIFOと同じかそれ以上の大きさを持つ。基本的に制御不能であり、トラパーを吸収すると暴走するため、長い間ゲネラシオン・ブルの地下深くに秘匿・管理されていた。しかし、第20話の本社崩壊時に地上へ姿を現し、トゥルースと融合を果たす。その際、トゥルースに対し自ら「アーキタイプ」だと電子音で名乗っている。攻撃方法は体を高速回転させての体当たりや胸部を展開して発射するホーミングレーザー、末端部からのビームバルカン砲など。ビームは鞭状に変化もできる。トゥルース自身が登場する時は機体中央部の右側の穴から胴体を外へ出す。2度目のクォーツ・ガン発射による世界改変後は国連軍によって運用され、最終的にクォーツ・ガンによって大破した。
ニルヴァーシュ specV3
西暦1万2021年の世界でレントンが乗る機体。前シリーズ『交響詩篇エウレカセブン』の「ニルヴァーシュ type ZERO spec3」、劇場版『交響詩篇エウレカセブン ポケットが虹でいっぱい』の「ニルヴァーシュ spec-V」に相当する機体。カラーリングは前者に、形状は後者に準じている。ただし、それらと同じ有機的な姿ではなく、腹部のプロペラなど機械的なパーツも配されている。武装は「ニルヴァーシュ spec-V」と同じく、ステッキと遠隔操作が出来る7基のビットであり、それらからビームを発射して行うオールレンジ攻撃、ステッキによる打撃などの攻撃手段を持つ。コクピットは胸部正面の十字部分に存在する。

### 艦船
トリトン号
チーム・パイドバイパーの母艦である空中強襲揚陸艦。カラーリングは青と白のツートン。艦長はイビチャ。空中の飛行や、大気圏外の航行も可能。IFO搭載数は3機。武装は艦首に対空機銃、背面に主砲となるビームキャノンを装備している。また、同じく背面には上陸用作戦指揮艇「ルカー」を搭載する。
メドン号
チーム・ゴルディロックスの母艦である空中強襲揚陸艦。カラーリングは黄色と白のツートン。艦長はブルーノ。第6話で敵シークレットに体当たりし轟沈、ブルーノも戦死した。
グレート・プロテウス号
チーム・ハーレクインの母艦。船体の形状はトリトン号やメドン号とは異なる。カラーリングは赤と白のツートン。艦長はハンナ。第19話のポセイドン爆発の際にかろうじて脱出に成功する。
月光号
衛星軌道上に出現したスカブコーラルの中から現れた謎の船。その正体は、前作『交響詩篇エウレカセブン』に登場した空船。かつてゲッコーステイトが使用しており、既に廃船になっていたところをスカブコーラル消滅現象の調査のためにスカブコーラル内へと飲み込ませた。第14話で海の底に沈められる。
特殊次元探査船アルゴー号
『ロード・ドント・スロー・ミー・ダウン』に登場する大型水上船。ゲネラシオン・ブルがロシアの探査船を買い取り、これを改修したもの。

### 人工衛星・要塞
低軌道戦略拠点衛星ロデム、ロプロス
ゲネラシオン・ブル社所有のポセイドンと同軌道上にある2基の監視衛星。
軌道要塞ポセイドン
衛星軌道上に浮かぶゲネラシオン・ブル社の軌道要塞。チーム・ハーレクインの拠点であり、宇宙空間に貯蔵された大量のクォーツを管理している。第19話において、トゥルースによって起きたデブリの嵐の直撃を受け、破壊される。
『ロード・ドント・スロー・ミー・ダウン』では観測衛星基地として登場する。

## シークレット
本作に登場する謎の敵。「Gモンスター」とも呼ばれる。戦闘機などの通常兵器では歯が立たない。出現するとスカブコーラルの元へと向かう。周囲に「ZOA (Zone out of action)」と呼ばれる領域を展開しており、領域外であればIFOは感知されないが、一旦領域内に入ると数十秒でIFOは捕捉されてしまう。なお、シークレットは本来未来の世界が生み出した抗体のような存在で、危険なスカブコーラルを破壊するために行動し、過去の世界へと飛んだスカブを追ってアオ達の世界までやって来た事実が、終盤においてレントンの口から語られたことで判明した。
コンパス型
第1話・第2話に登場した黒い鋭利な形のタイプ。日本軍の輸送艦しもきたを撃沈し、磐戸島にも大きな被害を与えるが、初めてニルヴァーシュに搭乗したアオに敗れる。武装はビームと尖った腕状の部分による打突攻撃。第21話にも登場している。
母艦型
第3話・第4話に登場。空母クラスの巨体を持つ大型タイプ。内部に多数の小型シークレットを搭載している。アオの近接攻撃作戦で破壊される。
メリーゴーランド型
第5話・第6話に登場。ハリケーンに偽装していた大型シークレット。メリーゴーランドのように回転しながら雲で姿を隠していた。メドン号の体当たりですら無傷だったが、アオの近接攻撃の前に破壊される。
放電型
第8話に登場。鳥のような姿をしたシークレット。1752年にアメリカのフィラデルフィアで目撃された物と酷似している。周囲に雷を帯電させており、放電力が尽きると体を変形して体当たりでスカブコーラルを狙うも、アオとフレアの連携攻撃の前に敗れる。
深海魚型
第9話に登場。東京湾の海中に出現したシークレット。深海で苦戦するアオ達を高速移動や体当たりで翻弄するが、トラパーを狙っていると判断したアオの作戦の前に敗れる。
大蛙型
第10話に登場。アメリカのアリゾナに出現し、人間を初めて敵対象として認識したシークレット。武装はビームと口から放つ小型ポッド。イビチャが囮となり、口腔部にアレルヤとキリエの総火力を叩き込まれ破壊される。
微粒子型
第11話に登場。オーストラリアに出現したシークレット。微粒子状の存在で、黒い煙のような姿でアオの前に姿を現し、IFO本体に付いてゲネラシオ・ブル本社へ持ち込まれてしまった。大人には効果はないが、IFOパイロットの子供達には幻覚を見させる。
びっくり箱型
第12話に登場。宇宙空間に現れたシークレット。回転する箱から蛇のような頭を伸ばし、目からビームを放って攻撃する。衛星軌道上に出現したスカブコーラルを狙うも、アオを飲み込んでしまったことで、内部から破壊される。
巨人型
第14話に登場。光の柱から出現したシークレット。2機のニルヴァーシュを狙ってホーミングレーザーによる攻撃を行うが、アオのニルヴァーシュの新兵装で破壊される。第15話以降にも、同型のシークレットが世界各地で出現し始める。
この内、一体の頭部がナカムラの指示で日本軍により回収され、調査の結果特定周波数帯域の電波を発信し続けていることが判明。IAA（国際宇宙飛行学会）のファーストコンタクトプロトコルやゲオルグの自動翻訳アルゴリズムなどを用いることで、人類と初めて意思の疎通を行ったシークレットとなった。また、トゥルースに自身もシークレットである真実を教える。
日本国がチーム・パイドパイパーのスポンサーとなって以降は、複数の巨人型が連合軍と対峙し領海から追い払ったり、新しいスカブコーラル付近に出現したシークレットを撃退するなどの行動をとる。回収された頭部は第22話でキリエに移設された。トゥルースとの戦闘で破壊されるが、ゲオルグと融合していたことでその後も存在し続けている。
雪だるま型
OVA『ユングフラウの花々たち』に登場。スイスとイタリアの国境に出現した黒い雪だるまのようなシークレット。下部球体部が開閉する。底部中央が弱点でアオによって破壊される。

## 用語

### 国家
沖縄諸島連合
日本から独立を果たした沖縄諸島近辺の島々による世界最小の連合国家。正式名称は「沖縄及び琉球諸島連合国」。アオ達の住む磐戸島も含まれる。独立はプラントコーラル採掘権を日本政府に独占させまいとする米国、中国などの思惑によるもので過去の歴史的経緯による反日感情（日本本土在住者への強いコンプレックス）を煽られた結果、拙速な独立が図られた。
プラント採掘による富で潤い那覇は首都機構特別自治区として繁栄。世界中の人々が観光目的で出入りし、多数のFPが行き交う大都市に発展している。自国の防衛手段として沖縄自衛隊が存在するが完全な自治を保障するほどの人員も装備も備わっているわけではない。
その独立は非常に中途半端なものとなっており、大国間の利益に翻弄され政治的には極めて不安定。日本と中国が領有権を主張し、完全独立を目指すための独立運動が都市部などで活発に行われている。また、中国との交渉によって、海での漁を大きく制限されている。
日本国
スカブコーラルが太平洋戦争終戦直後の東京に出現し、東京は大打撃を受け東京湾は最大深度500mという深さにまでなっている。現在の首都は名古屋。軍を統括する自衛省が存在する。
各国との共同歩調をとろうとせず、外交的には完全な孤立状態にある。沖縄や中国などとの間に外交摩擦を抱えている。
全世界に先駆けてシークレットが知的生命体であることを立証。意思疎通に成功し、同盟関係を結ぶ。また、クリストフの英断と恫喝によりシークレットと契約を結んだゲネラシオン社のスポンサーとして受け入れた。
ファイサルアラビア共和国
中東に存在する国家。反米意識が強い。第8話で国土内にスカブコーラルが出現する。

### その他の用語
FP
空中を飛翔できる小型移動体。FPとは「Flying Platform」の略。飛行機と自動車の中間に位置づけられる。
トラパー
「トランサパランス・ライト・パーティクル」の略称。スカブコーラルから放出される、目には見えない粒子。これを圧縮・液状化したものはエネルギーとして利用可能。IFOはリフレクションボードという反射板を使い、粒子の反発力を利用して空中を飛翔する。
プラントコーラル
スカブコーラルから発生するトラパーを採掘するためのプラント。沖縄本島近くのものは世界最大級の規模を誇る。この世界では原子力エネルギーが使われておらず、エネルギー資源はトラパーで賄われている。
スカブコーラル
世界に現れる謎の物体。キノコと珊瑚礁が合わさったような形をしている。常にトラパーを放出している。
クォーツを利用し、平行世界への扉を開くことが可能という事実が終盤で判明。本作の一連の物語は、前作においてレントンとエウレカがこのスカブコーラルを守ってしまったことによって生じた事件の一幕である。前作での性質・特性が無くなっていたり、本作からの新たな設定も多い。
クォーツ
スカブコーラルの中心に存在する核。これを回収されると活動が停止する。形は青く光るサイコロ状。その正体は、スカブコーラルが作り出した平行宇宙へと行くことが可能な機関であり、人の思いに共鳴する。大量のクォーツがアオの必死の思いに共鳴したことで、クォーツ・ガンという形をとるなど、超常の現象も引き起こす。
ダメージドクォーツ
文字通り破損したクォーツのこと。スカブバースト後の爆心地で発見されることが多い。破損以前程の能力は持たない。
スカブバースト
スカブコーラルが爆発を起こし、周囲を破壊する現象。この世界においては原子力発電所内でこのような事態が起きてしまった場合、対処する術がないために、原子力エネルギーの研究自体が危険とされて実用化を見送られている。
その正体は、別の宇宙に転移してきたスカブコーラルに対し、その世界の防衛機能であるシークレットが白血球のようにスカブを攻撃することによって発生する現象である。
ポールライト
光の柱。平行世界を渡ることの出来るクォーツが作り出した。クォーツ・ガンによる改変以前には存在していなかった。ここを介してレントンがこちらの世界に転移してきたり、アオが10年前に時間移動したりしている。
コーラル・レリック
ゲネラシオン・ブル本社の地下深くに隠されてきた最重要機密。第20話の本社倒壊時に「ニルヴァーシュ type the END」らしき姿が一瞬映っているが、直後にコードネーム カノンが現れている。
アストラルオーシャン
『ロード・ドント・スロー・ミー・ダウン』での、時間放浪者となったアオを救出する作戦。

## スタッフ
|                          | TV                                   | OVA                                  | 特別編                               |
| ------------------------ | ------------------------------------ | ------------------------------------ | ------------------------------------ |
| 原作・アニメーション制作 | BONES                                | BONES                                | BONES                                |
| 監督                     | 京田知己（OVAでは総監督）            | 京田知己（OVAでは総監督）            | 京田知己（OVAでは総監督）            |
| 監督                     | 数井浩子                             |                                      |                                      |
| ストーリーエディター     | 會川昇 （第5話以降）                 | -                                    | -                                    |
| キャラクターデザイン     | 吉田健一（キーキャラクターデザイン） | 吉田健一（キーキャラクターデザイン） | 吉田健一（キーキャラクターデザイン） |
| キャラクターデザイン     | 織田広之                             |                                      |                                      |
| メカニックデザイン       | 河森正治（ニルヴァーシュデザイン）   | 河森正治（ニルヴァーシュデザイン）   | 河森正治（ニルヴァーシュデザイン）   |
| メカニックデザイン       | 山根公利、柳瀬敬之、海老川兼武       |                                      |                                      |
| デザインデベロプメント   | コヤマシゲト                         | コヤマシゲト                         | コヤマシゲト                         |
| デザインワークス         | 竹内志保、武半慎吾                   | 竹内志保、武半慎吾                   | 竹内志保、武半慎吾                   |
| SF設定                   | 堺三保                               | 堺三保                               | 堺三保                               |
| 特技監督                 | 村木靖                               | 村木靖                               | -                                    |
| 美術監督                 | 永井一男                             | 永井一男                             | 青井孝                               |
| 色彩設計                 | 水田信子                             | 水田信子                             | 水田信子                             |
| 色彩設計                 | 角野江美                             |                                      |                                      |
| 撮影監督                 | 木村俊也                             | 木村俊也                             | 木村俊也                             |
| テクニカルディレクター   | 宮原洋平                             | 宮原洋平                             | 宮原洋平                             |
| 編集                     | 坂本久美子                           | 坂本久美子                           | 坂本久美子                           |
| 音響監督                 | 若林和弘                             | 若林和弘                             | 若林和弘                             |
| 音楽                     | Nakamura Koji                        | Nakamura Koji                        | Nakamura Koji                        |
| 音楽プロデューサー       | 外村敬一、黒須礼央                   | 外村敬一、黒須礼央                   | -                                    |
| 音楽制作                 | アニプレックス                       | アニプレックス                       | アニプレックス                       |
| チーフプロデューサー     | 南雅彦                               | 南雅彦                               | 南雅彦                               |
| チーフプロデューサー     | 湯川淳 細川修 稲垣浩文               | 湯川淳 細川修 稲垣浩文               | 徳村憲一 椎野幹                      |
| チーフプロデューサー     | 丸山博雄                             |                                      |                                      |
| プロデューサー           | 天野直樹                             | 天野直樹                             | 天野直樹                             |
| プロデューサー           | 向井地基起 小岐須泰世 射場周作       | 向井地基起 小岐須泰世 射場周作       | 松崎弘久 服部朋也                    |
| プロデューサー           | 前田俊博                             | 小川歩                               | 永野優希 （アニメーション）          |
| 製作                     | Project EUREKA AO                    | Project EUREKA AO                    | （クレジット表記なし）               |
| 製作                     | MBS                                  |                                      | （クレジット表記なし）               |

## 主題歌
深夜アニメとしては珍しく、主題歌映像にて歌詞字幕が表示される。
オープニングテーマ
「Escape」（第2話 - 第13話）
作詞・作曲・編曲 - Isaac / 歌 - Hemenway
「ブレイブルー」（第14話 - 第23話）
作詞 - Kohshi Asakawa / 作曲 -Takeshi Asakawa / 編曲 - SHINGO & FLOW / 歌 - FLOW
エンディングテーマ
「stand by me」（第1話、第3話 - 第12話、OVA）
作詞・作曲 - AIMI / 編曲 - ステレオポニー & BOND / 歌 - ステレオポニー
「アイオライト」（第14話 - 第21話、第23話・第24話）
作詞・作曲 - 天田優子 / 編曲・歌 - joy
挿入歌
「Parallel Sign」（第11話、第22話）
作詞・作曲・歌 - LAMA
「Mirror Mirror」（第11話、OVA）
作詞・作曲 - Nakamura Koji
「Seven Swell -based on "NIJI"-」（第24話）
歌 - LAMA

## 各話リスト
サブタイトルのリンク先はネーミングの原典となった楽曲、またはアーティスト。
| 話数       | サブタイトル                                                        | 脚本              | 絵コンテ                          | 演出                | 作画監督                              | メカ作画監督               | キャラクター 監修 |
| ---------- | ------------------------------------------------------------------- | ----------------- | --------------------------------- | ------------------- | ------------------------------------- | -------------------------- | ----------------- |
| 第一話     | ボーン・スリッピー episode:01 Deep blue                             | 武良翔人          | 京田知己                          | 佐藤育郎            | 三輪和宏 織田広之 （総作画監督）      | -                          | -                 |
| 第二話     | コール・イット・ ホワット・ユー・ウォント episode:02 AO's cavern    | 武良翔人 會川昇   | 和田純一 村木靖 京田知己          | 和田純一            | 堀川耕一 永作友克                     | 長野伸明                   | 織田広之          |
| 第三話     | スティル・ファイティング episode:03 secret operation                | 武良翔人 會川昇   | 寺岡厳 京田知己                   | 岩崎太郎            | 小森高博 武本大介 宗崎暢芳            | -                          | 織田広之          |
| 第四話     | ウォーク・ディス・ウェイ episode:04 planet coral                    | 會川昇            | 長崎健司 村木靖                   | 中村里美            | 藤田しげる 山崎秀樹                   | 水畑健二                   | 織田広之          |
| 第五話     | タイトゥン・アップ episode:05 gènèration bleu                       | 猪爪慎一          | 福田道生 京田知己                 | 佐藤育郎            | 小森秀人 斉藤英子                     | ねこまたや                 | 織田広之          |
| 第六話     | ライト・マイ・ファイアー episode:06 noblesse oblige                 | 猪爪慎一          | 成田歳法 村木靖 京田知己          | 三浦陽              | 永作友克 嘉手苅睦                     | 三輪和宏                   | 織田広之          |
| 第七話     | ノー・ワン・ イズ・イノセント episode:07 bye bye angel              | 會川昇            | 名取孝浩 上井草都成               | 名取孝浩            | 堀川耕一 小森高博 斉藤英子 小森秀人   | 吉岡毅                     | 織田広之          |
| OVA        | エウレカセブンAO -ユングフラウの花々たち-                           | 安西理菜 数井浩子 | 数井浩子                          | 数井浩子 坂口竜太郎 | 町田真一 青野厚司 山本善哉            | 長野伸明                   | 織田広之          |
| 第八話     | ワン・ネイション・ アンダー・ア・グルーヴ episode:08 blue thunder   | 川崎ヒロユキ      | 長崎健司                          | 千葉大輔            | 福永純一 岩本貴玲 洪錫杓              | 菅原東                     | 織田広之          |
| 第九話     | イン・ザ・ ダーク・ウィー・リヴ episode:09 enemy below              | 福島直浩          | 寺東克己 村木靖                   | 和田純一            | 山崎秀樹 藤田しげる 永作友克          | 水畑健二                   | 織田広之          |
| 第十話     | リリース・ユア・セルフ episode:10 the pied piper of Hamelin         | 川崎ヒロユキ      | 五十嵐卓哉                        | 中村里美            | 出雲誉明 武本大介 日下部智津子        | ねこまたや                 | 織田広之          |
| 第十一話   | プラトー・オブ・ミラー episode:11 mirror of the world               | 會川昇            | 三條なみみ                        | 佐藤育郎            | 小森秀人 斉藤英子 堀川耕一            | 三輪和宏                   | 織田広之          |
| 第十二話   | ステップ・ イントゥ・ア・ワールド episode:12 heaven and earth       | 會川昇            | 増井壮一                          | 三浦陽              | 嘉手苅睦 可児里未                     | 水畑健二                   | 織田広之 吉田健一 |
| 第十三話   | シーズ・ア・レインボウ episode:13 moonlight ship                    | 會川昇            | 江崎慎平 吉岡毅 京田知己          | 清水久敏            | 吉田健一 小森高博 永作友克 藤田しげる | 吉岡毅                     | -                 |
| 第十四話   | スターファイアー episode:14 another truth                           | 會川昇            | 三條なみみ 増井壮一 京田知己      | 中村里美            | 川元利浩 斉藤英子 堀川耕一            | 長野伸明 ねこまたや 吉岡毅 | -                 |
| 第十五話   | ウォー・ヘッド episode:15 humanoid secret                           | 猪爪慎一          | 三條なみみ                        | 数井浩子            | 小森秀人 阿部尚人 山本善哉 青野厚司   | 阿部慎吾                   | 織田広之          |
| 第十六話   | ガーディアンズ・ハンマー episode:16 next phase                      | 猪爪慎一 會川昇   | 長崎健司 三條なみみ 京田知己      | 佐藤育郎            | 藤田しげる 嘉手苅睦 可児里未          | 三輪和宏                   | 吉田健一          |
| 第十七話   | ラ・ヴィ・アン・ローズ episode:17 Johansson's book                  | 會川昇            | 水島精二                          | 三浦陽              | 出雲誉明 村井孝司 石橋翔祐 吉田健一   | 水畑健二                   | 織田広之          |
| 第十八話   | ドント・ルック・ダウン episode:18 third engine                      | 和場明子          | 寺東克己                          | 清水久敏            | 永作友克 山崎秀樹 小森高博            | Tsuyoshi Yoshioka          | -                 |
| 第十九話   | メイビー・トゥモロー episode:19 the day                             | 會川昇            | 増井壮一                          | 中村里美            | 小美野雅彦 斉藤英子 川元利浩          | 長野伸明                   | 織田広之          |
| 第二十話   | ベター・デイズ・アヘッド episode:20 Last message                    | 會川昇            | 三條なみみ 京田知己               | 千葉大輔            | 小森秀人 山本善哉 阿部尚人 堀川耕一   | ねこまたや                 | -                 |
| 第二十一話 | ワールド・トゥ・ワールド episode:21 rising sun                      | 猪爪慎一          | 寺東克己                          | 数井浩子            | 藤田しげる 嘉手苅睦 可児里未          | 阿部慎吾                   | 吉田健一          |
| 第二十二話 | ギャラクシー・ トゥ・ギャラクシー episode:22 coral carriers         | 會川昇            | 増井壮一                          | 佐藤育郎            | 小森高博 永作友克 山崎秀樹            | 三輪和宏                   | 吉田健一          |
| 第二十三話 | ザ・ ファイナル・フロンティア episode:23 Renton Thurston            | 會川昇            | 水島精二 長崎健司 村木靖 京田知己 | 清水久敏            | 藤田しげる 堀川耕一                   | 水畑健二                   | -                 |
| 第二十四話 | 夏への扉                                                            | 會川昇            | 村木靖 京田知己                   | 京田知己            | 小森高博 可児里未 山崎秀樹            | 吉岡毅                     | 織田広之 吉田健一 |
| 特別編     | ロード・ドント・ スロー・ミー・ダウン fainal episode: one more time | 會川昇            | 京田知己                          | -                   | 山崎秀樹 藤田しげる 斎藤恒徳          | -                          | -                 |

## 放送局
| 放送期間 | 放送時間                     | 放送局       | 対象地域   | 備考                         |
| --- | ---------------------------- | ------------ | ---------- | ---------------------------- |
| 2012年4月13日 - 9月28日 | 金曜 1:55 - 2:25（木曜深夜） | 毎日放送     | 近畿広域圏 | 製作局                       |
| 2012年4月14日 - 9月29日 | 土曜 1:55 - 2:25（金曜深夜） | TBSテレビ    | 関東広域圏 |                              |
| 2012年4月19日 - 10月4日 | 木曜 2:00 - 2:30（水曜深夜） | 中部日本放送 | 中京広域圏 |                              |
| 2012年4月22日 - 10月7日 | 日曜 0:00 - 0:30（土曜深夜） | BS-TBS       | 日本全域   | BS放送                       |
| 2012年5月9日 - 10月3日 | 水曜 22:00 - 22:30           | アニマックス | 日本全域   | BS/CS放送 / リピート放送あり |
| 毎日放送、TBSテレビ、BS-TBSでは『アニメイズム』B1枠。 上記のほか、携帯端末向けマルチメディア放送局・NOTTVでも放送された。 地上波局では開始1週間前に特別番組『放送直前スペシャル 交響詩篇エウレカセブン「ニューオーダー」』が放送された。 |                              |              |            |                              |

| 放送日                                                     | 放送時間                                                  | 放送局       | 対象地域   | 備考                         |
| ---------------------------------------------------------- | --------------------------------------------------------- | ------------ | ---------- | ---------------------------- |
| 2012年11月20日                                             | 火曜 3:41 - 4:41（月曜深夜）                              | TBSテレビ    | 関東広域圏 |                              |
| 2012年11月22日                                             | 木曜 3:35 - 4:35（水曜深夜）                              | 中部日本放送 | 中京広域圏 |                              |
| 2012年11月23日                                             | 金曜 3:00 - 4:00（木曜深夜）                              | 毎日放送     | 近畿広域圏 | 製作局                       |
| 2012年12月9日                                              | 日曜 3:00 - 4:00（土曜深夜）                              | BS-TBS       | 日本全域   | BS放送                       |
| 2013年7月10日（第23話） 2013年7月11日（第24話）            | 水曜 0:30 - 1:00（火曜深夜） 木曜 0:30 - 1:00（水曜深夜） | アニマックス | 日本全域   | BS/CS放送 / リピート放送あり |
| 毎日放送、TBSテレビ、中部日本放送、BS-TBSでは2話連続放送。 |                                                           |              |            |                              |

インターネットではバンダイチャンネルにて、第1話 - 第22話は同年4月19日から10月4日まで毎週木曜12時に配信。第23話・第24話は同年12月13日から12月20日まで1週間限定で無料配信されたほか、みんなでストリームでも同日23:30 - 翌日0:30にライブ配信された。

## ショートアニメ
『エウレカセブンAO ショートアニメ 新たなり深き青』は、公式サイトで第22話までの放送が終了した2012年10月より配信のショートアニメ。全10話。三頭身のアオとナルとノアが登場しコントをする。第六部からはエレナとフレアも登場している。
| 話数 | サブタイトル          | 配信日         | BD・DVD収録巻 |
| ---- | --------------------- | -------------- | ------------- |
| 1    | 新たなり深き青 第一部 | 2012年 10月8日 | 5巻映像特典   |
| 2    | 新たなり深き青 第二部 | 10月12日       | 5巻映像特典   |
| 3    | 新たなり深き青 第三部 | 10月19日       | 6巻映像特典   |
| 4    | 新たなり深き青 第四部 | 10月26日       | 6巻映像特典   |
| 5    | 新たなり深き青 第五部 | 11月2日        | 7巻映像特典   |
| 6    | 新たなり深き青 第六部 | 11月9日        | 7巻映像特典   |
| 7    | 新たなり深き青 第七部 | 11月17日       | 8巻映像特典   |
| 8    | 新たなり深き青 第八部 | 11月24日       | 8巻映像特典   |
| 9    | 新たなり深き青 第九部 | 11月30日       | 9巻映像特典   |
| 10   | 新たなり深き青 第十部 | 12月7日        | 9巻映像特典   |

## 関連メディア

### BD / DVD
| 巻  | 発売日         | 収録話                  | 規格品番  | 規格品番  | 規格品番  |
| 巻  | 発売日         | 収録話                  | BD限定版  | BD通常版  | DVD       |
| --- | -------------- | ----------------------- | --------- | --------- | --------- |
| 1   | 2012年6月22日  | 第一話 - 第二話         | BCXA-0531 | BCXA-0522 | BCBA-4363 |
| 2   | 2012年7月27日  | 第三話 - 第五話         | BCXA-0532 | BCXA-0523 | BCBA-4364 |
| 3   | 2012年8月24日  | 第六話 - 第八話         | BCXA-0533 | BCXA-0524 | BCBA-4365 |
| 4   | 2012年9月21日  | 第九話 - 第十一話       | BCXA-0534 | BCXA-0525 | BCBA-4366 |
| 5   | 2012年10月26日 | 第十二話 - 第十四話     | BCXA-0535 | BCXA-0526 | BCBA-4367 |
| 6   | 2012年11月22日 | 第十五話 - 第十七話     | BCXA-0536 | BCXA-0527 | BCBA-4368 |
| 7   | 2012年12月21日 | 第十八話 - 第二十話     | BCXA-0537 | BCXA-0528 | BCBA-4369 |
| 8   | 2013年1月29日  | 第二十一話 - 第二十二話 | BCXA-0538 | BCXA-0529 | BCBA-4370 |
| 9   | 2013年2月22日  | 第二十三話 - 第二十四話 | BCXA-0539 | BCXA-0530 | BCBA-4371 |
| BOX | 2018年11月22日 | 全二十四話、OVA、特別編 | -         | BCXA-1402 | -         |

### Hybrid Disc
映像コンテンツとPlayStation 3版テレビゲームを同時収録したHybrid Discシリーズの1つとして、バンダイナムコゲームスから2012年9月20日に発売された。パッケージの名称は『エウレカセブンAO -ユングフラウの花々たち- GAME&OVA Hybrid Disc』。

#### OVA
タイトルは『エウレカセブンAO -ユングフラウの花々たち-』。作中の時系列はテレビアニメ第8話と第9話の合間に位置する。公式サイトでは2012年11月30日より制作秘話となるWebエッセイ小説『起承転結☆ユングフラウの花々たち』が連載された。
あらすじ
ゲネラシオン・ブルへ、某テレビドキュメンタリー番組スタッフからの取材オファーが届く。取材対象はパイドパイパーのメンバーたちだったが、その番組は仕事中だろうとプライベートだろうとお構いなしに取材するらしいと知り、アオたちは意気消沈。そんな中、一計を案じたエレナは「プチ家出」と称してフレアと共にスイスへ向かうが、アオも成り行きで同行することになってしまう。

#### ゲーム
タイトルは『EUREKA SEVEN AO ATTACK THE LEGEND』。OVAと同時収録される、PlayStation 3専用の3Dシューティングアクションゲーム。
歴代エウレカセブンシリーズのストーリーを再現した「シチュエーションモード」、シチュエーションモードのバトルを個別でプレイ（『エウレカセブン』のLFO/KLF、『AO』のIFOを別作品のステージでバトル可能）できる「ミッションモード」、「チャレンジモード」の3モードで遊べる。

### ソーシャルゲーム
エウレカセブン ワールドブレイブ
2012年10月24日から2013年10月15日までGREEにて配信されたソーシャルゲーム。基本プレイ無料でアイテム課金制。
スーパーロボット大戦X-Ω
2015年10月5日よりリリースされたiOS / Android用アプリゲーム。
2017年4月より本作のキャラクター・ロボットが登場する。

### パチスロ
『パチスロ エウレカセブンAO』として、サミーより2017年1月16日よりホールでの稼働開始。また、同機種の稼働を記念して、新作アニメ『ロード・ドント・スロー・ミー・ダウン』が配信された。

### 書誌情報

#### 漫画
出版元はすべて角川書店。
エウレカセブンAO
『月刊少年エース』2012年3月号から2013年11月号まで連載された。作画は加藤雄一。
- BONES（原作）、加藤雄一（作画） 『エウレカセブンAO』 角川書店〈カドカワコミックス・エース〉、全5巻
  1. 2012年4月26日初版発行（2012年4月24日発売）、ISBN 978-4-04-120282-1
  2. 2012年8月23日初版発行（2012年8月23日発売）、ISBN 978-4-04-120326-2
  3. 2013年1月24日初版発行（2013年1月24日発売）、ISBN 978-4-04-120579-2
  4. 2013年5月22日初版発行（2013年5月22日発売）、ISBN 978-4-04-120698-0
  5. 2013年10月26日初版発行（2013年10月26日発売）、ISBN 978-4-04-120871-7

エウレカセブンAO〜Save A Prayer〜
『ニュータイプエース』2012年Vol.6より2013年Vol.22まで連載された。作画は不動らん。14歳の少女ユナ・マルタンの活躍が描かれている。
- BONES（原作）、不動らん（作画） 『エウレカセブンAO〜Save A Player〜』 角川書店〈カドカワコミックス・エース〉、全2巻
  1. 2012年7月7日初版発行（2012年7月6日発売）、ISBN 978-4-04-120281-4
  2. 2012年12月6日初版発行（2012年12月6日発売）、ISBN  978-4-04-120483-2

エウレカセブンnAnO
『4コマnanoエース』Vol.15からVol.19を経て、2013年2月号増刊まで連載された。作画はカツヲ。
ナル、フレア、エレナが団結力を磨くために、アオの家で共同生活を送る様子を描いた4コマ漫画である。また、独自の設定として、ニルヴァーシュが2頭身のぬいぐるみのような容姿（日常生活時）になっている。
- BONES（原作）、カツヲ（作画） 『エウレカセブンnAnO』 角川書店〈カドカワコミックス・エース・エクストラ〉、全1巻
  1. 2013年1月26日初版発行（2013年1月24日発売）、ISBN 978-4-04-120609-6

#### 関連書籍
エウレカセブンAO FIRST EDITION
太田出版より刊行。2012年8月10日発売。ISBN 978-4-77-831327-2
EUREKA SEVEN AO OFFICIAL COMPLETE FILE
角川書店より刊行。2013年1月25日発売。ISBN 978-4-04-110327-2